# Agua

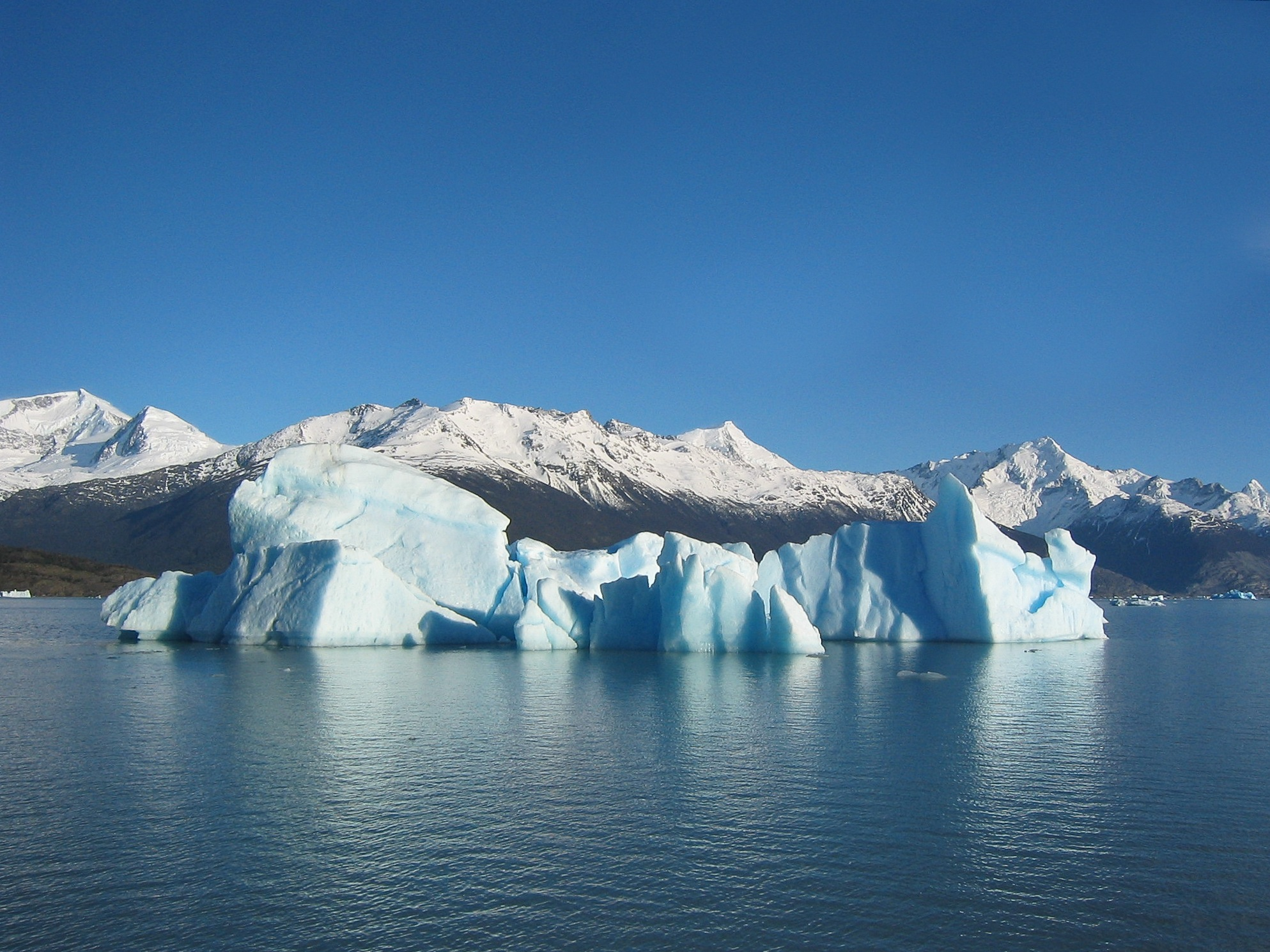
El agua en la naturaleza se encuentra en sus tres estados: líquido fundamentalmente en los océanos, sólido (hielo en los glaciares, icebergs y casquetes polares), así como nieve (en las zonas frías) y vapor (invisible) en el aire.

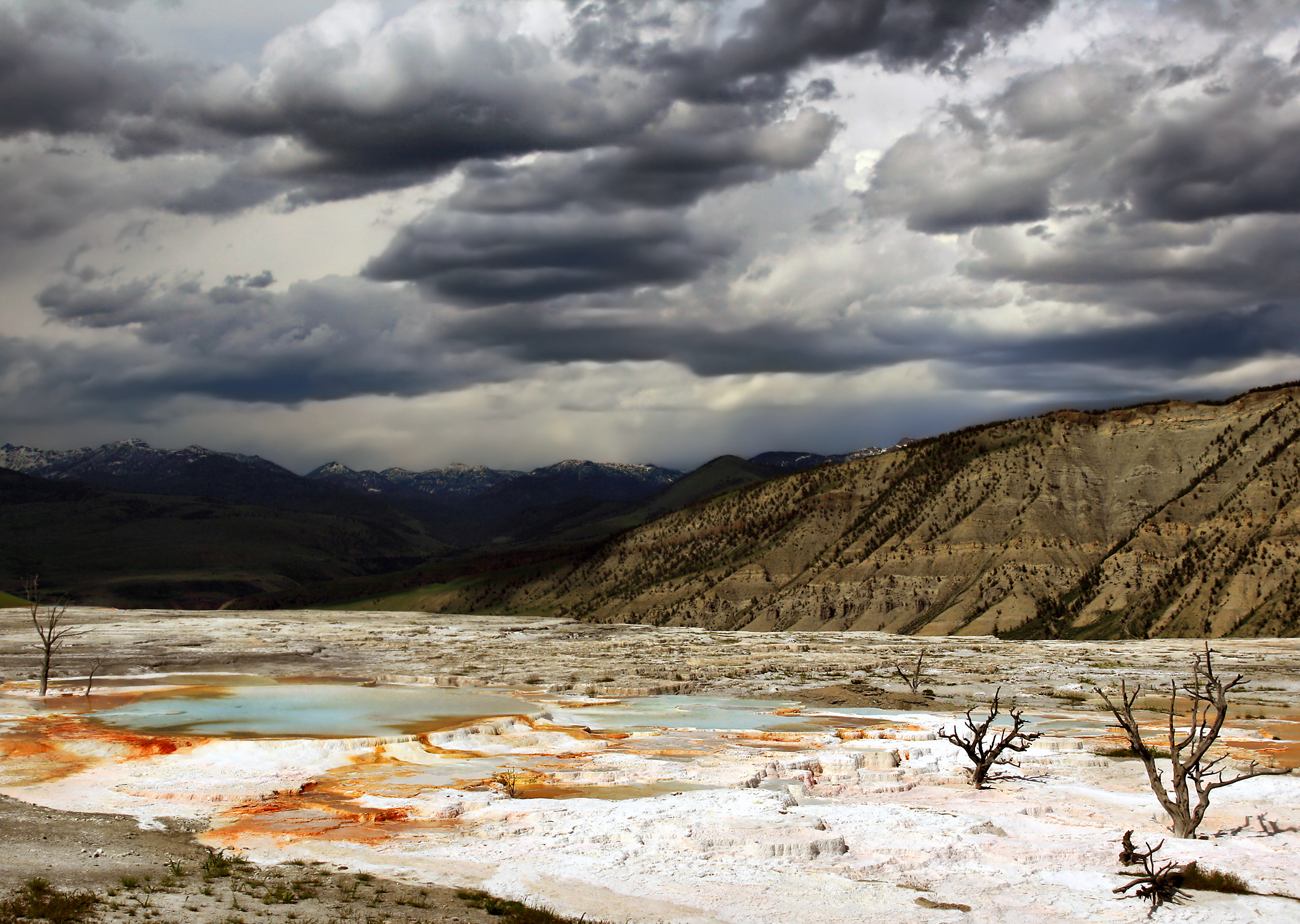
El ciclo hidrológico: el agua circula constantemente por el planeta en un ciclo continuo de evaporación, transpiración, precipitaciones y desplazamiento hacia el mar.

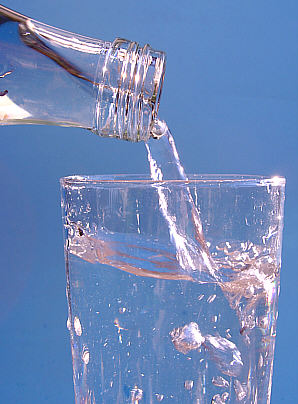
El agua es un elemento esencial para mantener nuestras vidas. El acceso al agua potable reduce la expansión de numerosas enfermedades infecciosas. Necesidades vitales humanas, como el abastecimiento de alimentos, dependen de ella. Los recursos energéticos y las actividades industriales que necesitamos también dependen del agua.

El agua (del latín aqua) es una sustancia cuya molécula está compuesta por dos átomos de hidrógeno y uno de oxígeno (H2O) unidos por un enlace covalente. El término agua, generalmente, se refiere a la sustancia en su estado líquido, aunque esta puede hallarse en su forma sólida, llamada hielo, y en su forma gaseosa, denominada vapor. Es una sustancia bastante común en la Tierra y el sistema solar, donde se encuentra principalmente en forma de vapor o de hielo. Es indispensable para el origen y sustento de la vida.
El agua cubre el 71 % de la superficie de la corteza terrestre. Se localiza principalmente en los océanos, donde se concentra el 96,5 % del total. A los glaciares y casquetes polares les corresponde el 1,74 %, mientras que los depósitos subterráneos (acuíferos), los permafrost y los glaciares continentales concentran el 1,72 %. El restante 0,04 % es el agua dulce disponible en el planeta, de la cual depende la vida en el mismo, que se reparte en orden decreciente entre lagos, humedad del suelo, atmósfera, embalses, ríos y seres vivos. La vida en la Tierra está directamente relacionada con el agua, incluyendo al ser humano, cuyo cuerpo contiene entre un 45 % y un 73 % de agua corporal.
El agua circula constantemente en un ciclo de evaporación o transpiración (evapotranspiración), precipitación y desplazamiento hacia el mar. Los vientos la transportan como vapor de agua o gotitas en suspensión (nubes) desde el mar, en una cantidad aproximada de 45 000 km³ al año. En tierra firme, la evaporación y transpiración contribuyen con 74 000 km³ anuales, por lo que las precipitaciones totales son de 119 000 km³ cada año.
Se estima que aproximadamente el 70 % del agua dulce se destina a la agricultura. El agua en la industria absorbe una media del 20 % del consumo mundial, empleándose en tareas de refrigeración, transporte y como disolvente en una gran variedad de procesos industriales. El consumo doméstico absorbe el 10 % restante. El acceso al agua potable se ha incrementado durante las últimas décadas en prácticamente todos los países. Sin embargo, estudios de la FAO estiman que uno de cada cinco países en vías de desarrollo tendrá problemas de escasez de agua antes de 2030; en esos países es vital un menor gasto de agua en la agricultura, modernizando los sistemas de riego.

## Propiedades físicas y químicas

La geometría de la molécula de agua es la causante de una buena parte de sus propiedades, por su elevada constante dieléctrica y actuar como dipolo.

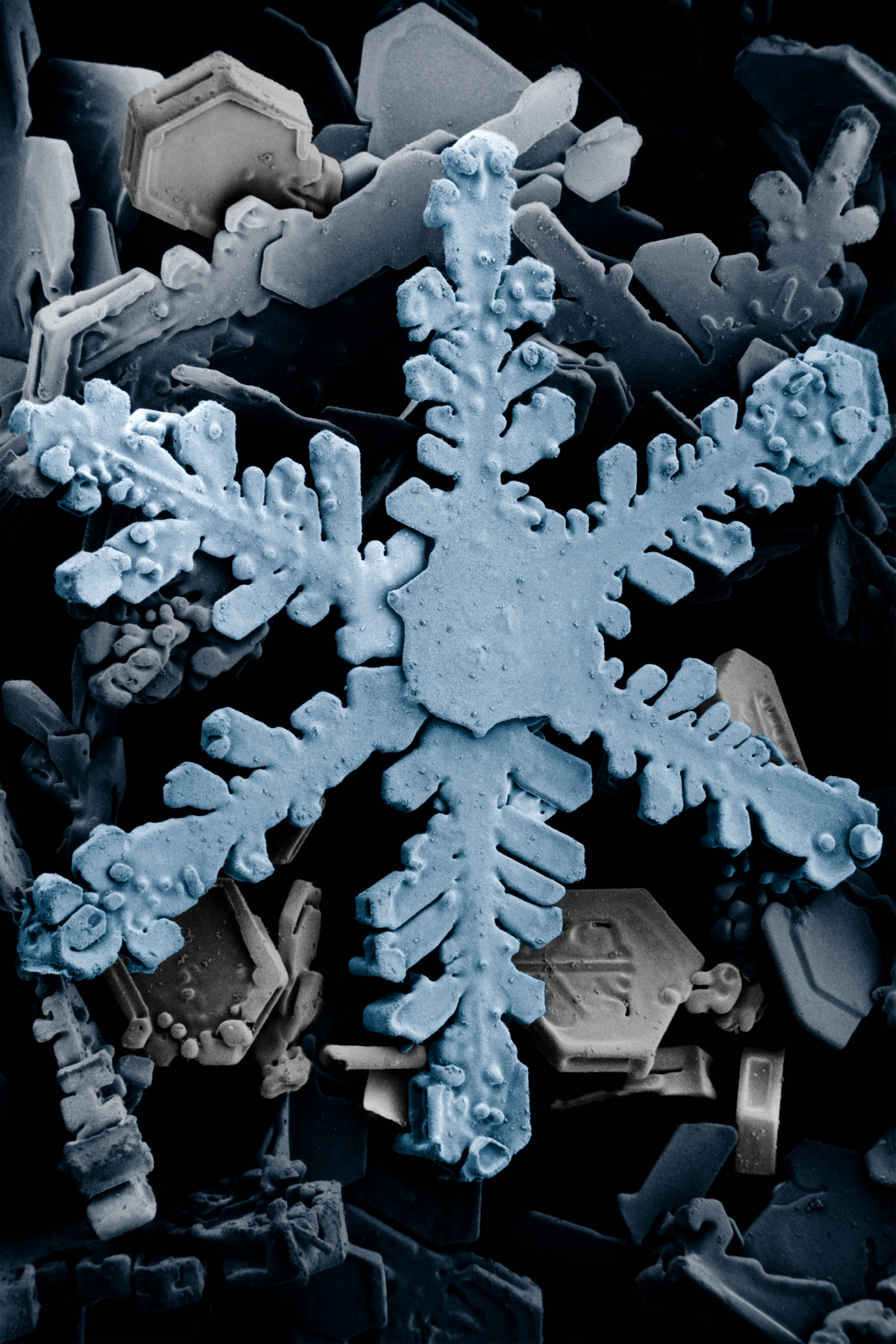
Copo de nieve visto a través de un microscopio. Está coloreado artificialmente.

El agua es una sustancia que químicamente se formula como H2O, es decir, que una molécula de agua se compone de dos átomos de hidrógeno enlazados covalentemente a un átomo de oxígeno.
Fue Henry Cavendish quien descubrió en 1782 que el agua es una sustancia compuesta y no un elemento, como se pensaba desde la antigüedad. Los resultados de dicho descubrimiento fueron desarrollados por Antoine Laurent de Lavoisier, dando a conocer que el agua está formada por oxígeno e hidrógeno. En 1804, el químico francés Louis Joseph Gay-Lussac y el naturalista y geógrafo alemán Alexander von Humboldt demostraron que el agua estaba formada por dos volúmenes de hidrógeno por cada volumen de oxígeno (H2O).
Actualmente se sigue investigando sobre la naturaleza de este compuesto y sus propiedades, a veces traspasando los límites de la ciencia convencional. En este sentido, el investigador John Emsley, divulgador científico, dijo del agua que «(Es) una de las sustancias químicas más investigadas, pero sigue siendo la menos entendida».

### Estados

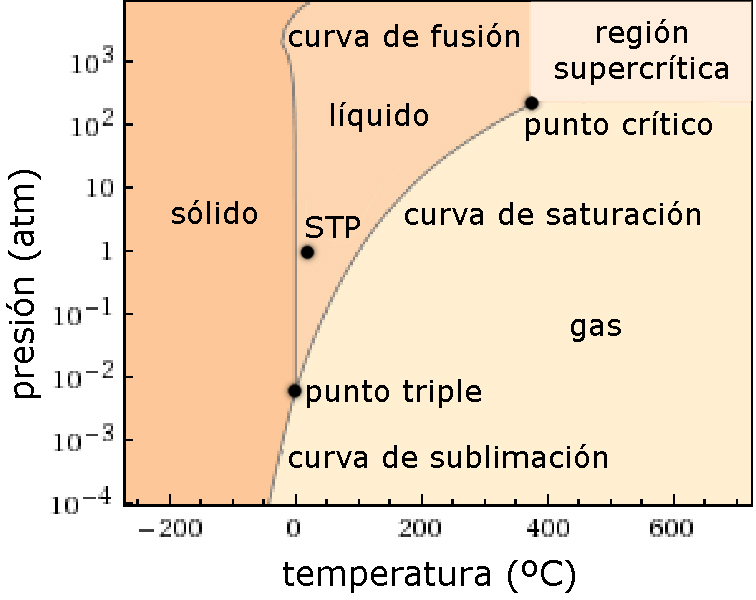
Diagrama de fases del agua.

Animación de cómo el hielo pasa a estado líquido en un vaso. Los 50 minutos transcurridos se concentran en 4 segundos.

Animación que muestra el punto triple del agua, momento en el que coexisten los tres estados de la materia a una presión y temperatura determinadas.

El agua es un líquido en el rango de temperaturas y presiones más adecuado para las formas de vida conocidas: a la presión de 1 atm, el agua es líquida entre las temperaturas de 273,15 K (0 °C) y 373,15 K (100 °C). Los valores para el calor latente de fusión y de vaporización son de 0,334 kJ/g y 2,23 kJ/g respectivamente.
Al aumentar la presión, disminuye ligeramente el punto de fusión, que es de aproximadamente −5 °C a 600 atm y −22 °C a 2100 atm. Este efecto es el causante de la formación de los lagos subglaciales de la Antártida y contribuye al movimiento de los glaciares. A presiones superiores a 2100 atm el punto de fusión vuelve a aumentar rápidamente y el hielo presenta configuraciones exóticas que no existen a presiones más bajas.
Las diferencias de presión tienen un efecto más dramático en el punto de ebullición, que es aproximadamente 374 °C a 220 atm, mientras que en la cima del Monte Everest, donde la presión atmosférica es de alrededor de 0,34 atm, el agua hierve a unos 70 °C. El aumento del punto de ebullición con la presión se puede presenciar en las fuentes hidrotermales de aguas profundas, y tiene aplicaciones prácticas, como las ollas a presión y motores de vapor.
La temperatura crítica, por encima de la cual el vapor no puede licuarse al aumentar la presión
es de 373,95 °C (647,10 K).
A presiones por debajo de 0,006 atm, el agua no puede existir en el estado líquido y pasa directamente del sólido al gas por sublimación, fenómeno explotado en la liofilización de alimentos y compuestos. A presiones por encima de 221 atm, los estados de líquido y de gas ya no son distinguibles, un estado llamado agua supercrítica. En este estado, el agua se utiliza para catalizar ciertas reacciones y tratar residuos orgánicos.
La densidad del agua líquida es muy estable y varía poco con los cambios de temperatura y presión. A la presión de una atmósfera, la densidad mínima del agua líquida es de 0,958 kg/L, a los 100 °C. Al bajar la temperatura, aumenta la densidad constantemente hasta llegar a los 3,8 °C donde alcanza una densidad máxima de 1 kg/L. A temperaturas más bajas, a diferencia de otras sustancias, la densidad disminuye. A los 0 °C, el valor es de 0,9999 kg/L; al congelarse, la densidad experimenta un descenso más brusco hasta 0,917 kg/L, acompañado por un incremento del 9 % en volumen, lo que explica el hecho de que el hielo flote sobre el agua líquida.

### Sabor, olor y aspecto
El agua como tal no tiene olor, ni color ni sabor, sin embargo, el agua en la Tierra contiene minerales y sustancias orgánicas en disolución que le pueden aportar sabores y olores más o menos detectables según la concentración de los compuestos y la temperatura del agua.
El agua puede tener un aspecto turbio si contiene partículas en suspensión. La materia orgánica presente en el suelo, como los ácidos húmicos y fúlvicos, también imparte color, así como la presencia de metales, como el hierro. En la ausencia de contaminantes, el agua líquida, sólida o gaseosa apenas absorbe la luz visible, aunque en el espectrógrafo se prueba que el agua líquida tiene un ligero tono azul verdoso. El hielo también tiende al azul turquesa. El color que presentan las grandes superficies de agua es en parte debido a su color intrínseco, y en parte al reflejo del cielo. Por el contrario, el agua absorbe fuertemente la luz en el resto del espectro, procurando protección frente a la radiación ultravioleta.

### Propiedades moleculares

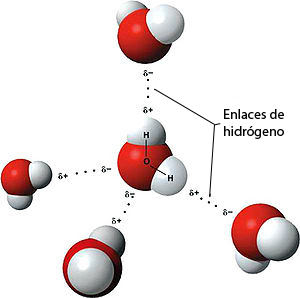
Cada molécula de agua se compone de dos átomos de hidrógeno unidos por enlaces covalentes a un átomo de oxígeno. A su vez las distintas moléculas de agua se unen por unos enlaces por puentes de hidrógeno. Estos enlaces por puentes de hidrógeno entre las moléculas del agua son responsables de la dilatación térmica del agua al solidificarse, es decir, de su aumento de volumen al congelarse.

El impacto de una gota sobre la superficie del agua provoca unas ondas características, llamadas ondas capilares.

Acción capilar del agua y el mercurio, que produce la variación en la altura de las columnas de cada líquido y forma diferentes meniscos en el contacto con las paredes del recipiente.

Estas gotas se forman por la elevada tensión superficial del agua.

La molécula de agua adopta una geometría no lineal, con los dos átomos de hidrógeno formando un ángulo de 104,45 grados entre sí. Esta configuración, junto con la mayor electronegatividad del átomo de oxígeno, le confieren polaridad a la molécula, cuyo momento dipolar eléctrico es de 6,2 × 10−30 C m.
La polaridad de la molécula de agua da lugar a fuerzas de Van der Waals y la formación de hasta cuatro enlaces de hidrógeno con moléculas circundantes. Estos enlaces moleculares explican la adhesividad del agua, su elevado índice de tensión superficial y su capilaridad, que es responsable de la formación de ondas capilares, permite a algunos animales desplazarse sobre la superficie del agua y contribuye al transporte de la savia contra la gravedad en las plantas vasculares, como los árboles. La presencia en el agua de ciertas sustancias surfactantes, como jabones y detergentes, reduce notablemente la tensión superficial del agua y facilita la retirada de la suciedad adherida a objetos.
Los puentes de hidrógeno entre las moléculas de agua también son responsables de los elevados puntos de fusión y ebullición comparados con los de otros compuestos de anfígeno e hidrógeno, como el sulfuro de hidrógeno. Asimismo, explican los altos valores de la capacidad calorífica —4,2 J/g/K, valor solo superado por el amoníaco—, el calor latente y la conductividad térmica —entre 0,561 y 0,679 W/m/K—. Estas propiedades le dan al agua un papel importante en la regulación del clima de la Tierra, mediante el almacenamiento del calor y su transporte entre la atmósfera y los océanos.
Otra consecuencia de la polaridad del agua es que, en estado líquido, es un disolvente muy potente de muchos tipos de sustancias distintas. Las sustancias que se mezclan y se disuelven bien en agua —como las sales, azúcares, ácidos, álcalis y algunos gases (como el oxígeno o el dióxido de carbono, mediante carbonación)— son llamadas hidrófilas, mientras que las que no combinan bien con el agua —como lípidos y grasas— se denominan sustancias hidrófobas. Igualmente, el agua es miscible con muchos líquidos, como el etanol, y en cualquier proporción, formando un líquido homogéneo. Puede formar azeótropos con otros disolventes, como el etanol o el tolueno. Por otra parte, los aceites son inmiscibles con el agua, y forman capas de variable densidad sobre su superficie. Como cualquier gas, el vapor de agua es miscible completamente con el aire.

### Propiedades eléctricas y magnéticas
El agua tiene una constante dieléctrica relativamente elevada (78,5 a 298 K o 25 °C) y las moléculas de sustancias con carga eléctrica se disocian fácilmente en ella. La presencia de iones disociados incrementa notablemente la conductividad del agua que, por el contrario, se comporta como un aislante eléctrico en estado puro.
El agua puede disociarse espontáneamente en iones hidronios H3O+ e hidróxidos OH-. La constante de disociación Kw es muy baja —10−14 a 25 °C—, lo que implica que una molécula de agua se disocia aproximadamente cada diez horas. El pH del agua pura es 7, porque los iones hidronios e hidróxidos se encuentran en la misma concentración. Debido a los bajos niveles de estos iones, el pH del agua varía bruscamente si se disuelven en ella ácidos o bases.
Es posible separar el agua líquida en sus dos componentes hidrógeno y oxígeno haciendo pasar por ella una corriente eléctrica, mediante electrólisis. La energía requerida para separar el agua en sus dos componentes mediante este proceso es superior a la energía desprendida por la recombinación de hidrógeno y oxígeno.
El agua líquida pura es un material diamagnético y es repelida por campos magnéticos muy intensos.

### Propiedades mecánicas
El agua líquida puede considerarse a efectos prácticos como incompresible, efecto que es aprovechado en las prensas hidráulicas; en condiciones normales, su compresibilidad abarca valores desde 4,4 hasta 5,1 × 10−10 Pa−1. Incluso a profundidades de 2 km, donde la presión alcanza unas 200 atm, el agua experimenta una disminución de volumen de solo un 1 %.
La viscosidad del agua es de unos 10−3 Pa·s o 0,01 poise a 20 °C, y la velocidad del sonido en agua líquida varía entre los 1400 y 1540 m/s, dependiendo de la temperatura. El sonido se trasmite en el agua casi sin atenuación, sobre todo a frecuencias bajas; esta propiedad permite la comunicación submarina a largas distancias entre los cetáceos y es la base de la técnica del sonar para detectar objetos bajo el agua.

### Reacciones químicas
El agua es el producto final de reacciones de combustión, ya sea del hidrógeno o de un compuesto que contenga hidrógeno. El agua también se forma en reacciones de neutralización entre ácidos y bases.
El agua reacciona con muchos óxidos metálicos y no metálicos para formar hidróxidos y oxácidos respectivamente. También forma hidróxidos al reaccionar directamente con los elementos con mayor electropositividad, como los metales alcalinos y alcalinotérreos, que desplazan el hidrógeno del agua en una reacción que, en el caso de los alcalinos más pesados, puede llegar a ser explosiva debido al contacto del hidrógeno liberado con el oxígeno del aire.
A causa de su capacidad de autoinozación, el agua puede hidrolizar otras moléculas. Las reacciones de hidrólisis pueden producirse tanto con compuestos orgánicos como inorgánicos. Son muy importantes en el metabolismo de los seres vivos, que sintetizan numerosas enzimas denominadas hidrolasas con la función de catalizar la hidrólisis de diferentes moléculas.

## Distribución del agua en la naturaleza

### El agua en el Universo

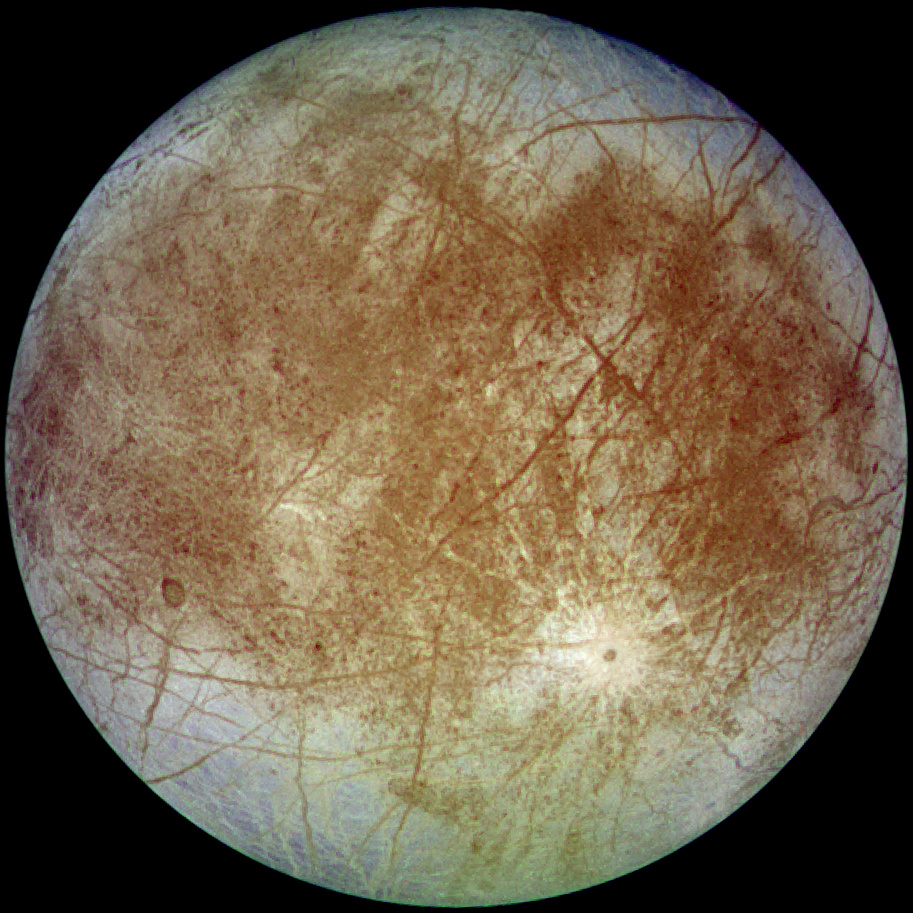
Superficie cubierta de hielo de Europa, un satélite de Júpiter. Se piensa que existe un océano de agua líquida bajo su superficie helada.

El agua es un compuesto bastante común en nuestro sistema solar, y en el universo, donde se encuentra principalmente en forma de hielo y de vapor. Constituye una gran parte del material que compone los cometas y en 2016 se ha hallado «agua magmática» proveniente del interior de la Luna en pequeños granos minerales en la superficie lunar. Algunos satélites de Júpiter y de Saturno, como Europa y Encélado, presentan posiblemente agua líquida bajo su gruesa capa de hielo. Esto permitiría a estas lunas tener una especie de tectónica de placas donde el agua líquida cumple el rol del magma en la tierra, mientras que el hielo sería el equivalente a la corteza terrestre.[cita requerida]
La mayor parte del agua que existe en el universo puede haber surgido como derivado de la formación de estrellas que posteriormente produjeron el vapor de agua al explotar. El nacimiento de las estrellas suele causar un fuerte flujo de gases y polvo cósmico. Cuando este material colisiona con el gas de las zonas exteriores, las ondas de choque producidas comprimen y calientan el gas. Se piensa que el agua es producida en este gas cálido y denso.
Se ha detectado agua en nubes interestelares dentro de nuestra galaxia, la Vía Láctea. Estas nubes interestelares pueden condensarse a veces en forma de una nebulosa solar. Además, se piensa que el agua puede ser abundante en otras galaxias, dado que sus componentes (hidrógeno y oxígeno) están entre los más comunes del universo. En la primera década del siglo XXI se encontró agua en exoplanetas, como HD 189733 b y HD 209458 b.
En julio de 2011, la revista Astrophysical Journal Letters publicó el hallazgo por un grupo de astrónomos del Laboratorio de Propulsión a Reacción (JPL) de la NASA y del Instituto de Tecnología de California (CALTECH) de una nube de vapor de agua que rodea el cuásar APM 08279+5255, que supone la mayor reserva de agua en el Universo descubierta hasta la fecha, unas 140 billones de veces más que en la tierra.

### El agua en el sistema solar

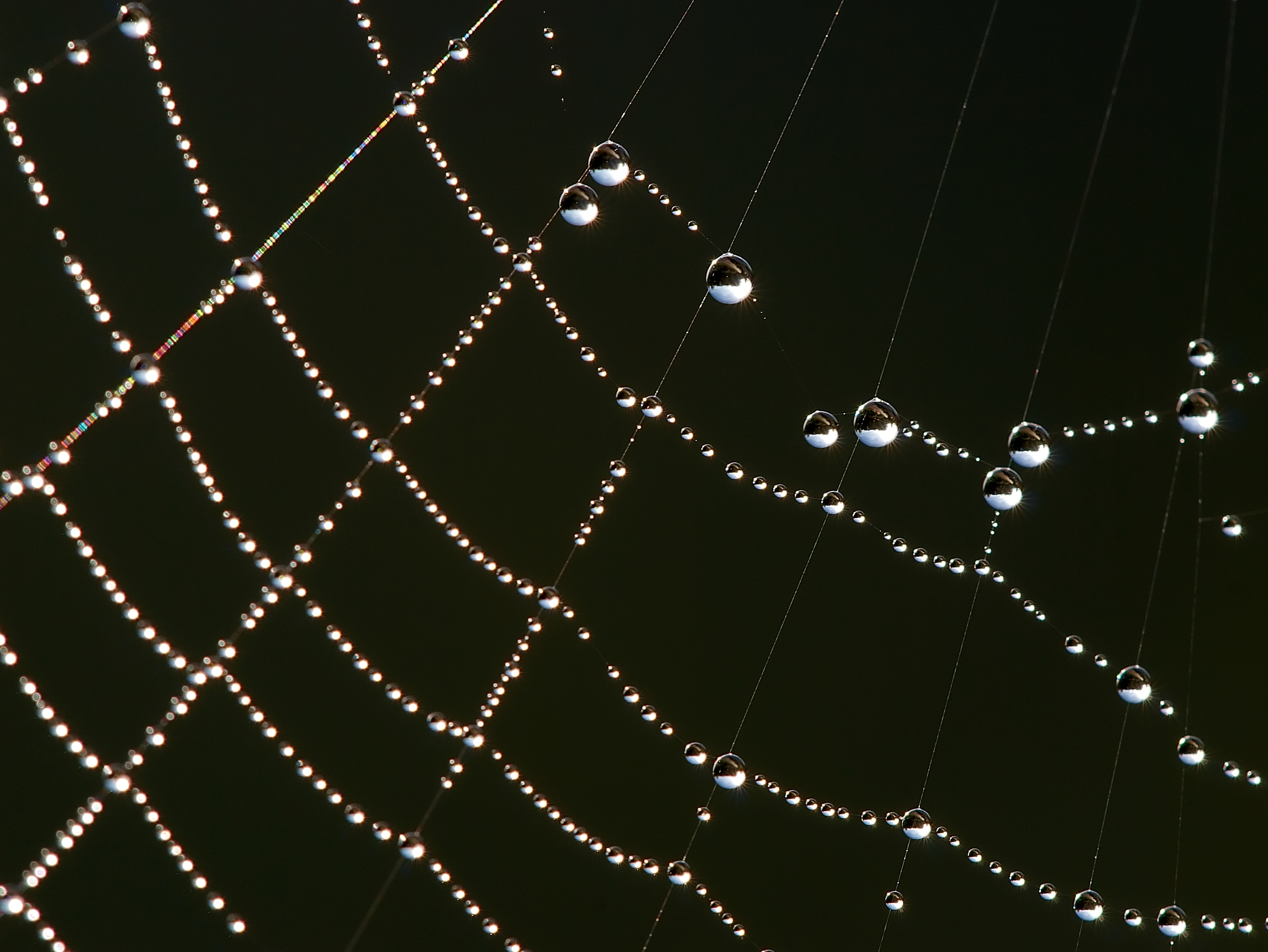
Gotas de rocío suspendidas de una telaraña.

Se ha detectado vapor de agua en la atmósfera de varios planetas, satélites y otros cuerpos del sistema solar, además de en el Sol mismo. A continuación se listan varios ejemplos:
- Mercurio: Se ha detectado en altas proporciones en la exosfera.[52]
- Venus: 0,002 % en la atmósfera.[53][54]
- Tierra: cantidades reducidas en la atmósfera, sujetas a variaciones climáticas.
- Marte: Cantidades variables dependiendo del lugar y la estación del año.[55]
- Júpiter: 0,0004 % en la atmósfera.[cita requerida]
- Encélado (luna de Saturno): 91 % de su atmósfera.[56]

El agua en su estado líquido abunda en la Tierra, donde cubre el 71 % de la superficie. En 2015 la NASA confirmó la presencia de agua líquida en la superficie de Marte.
Existen indicios de que la luna de Saturno Encélado cuenta con un océano líquido de 10 km de profundidad a unos 30-40 km debajo del polo sur del satélite; también se cree que en Titán puede haber una capa de agua y amoníaco por debajo de la superficie, y la superficie del satélite Europa de Júpiter presenta rasgos que sugieren la existencia de un océano de agua líquida en su interior. En Ganimedes, otra luna de Júpiter, también podría haber agua líquida entre sendas capas de hielo a alta presión y de roca. En 2015, la sonda espacial New Horizons halló indicios de agua en el interior de Plutón.
Con respecto al hielo, existe en la Tierra, sobre todo en las zonas polares y glaciares; en los casquetes polares de Marte, también se encuentra agua en estado sólido, aunque están compuestos principalmente de hielo seco. Es probable que el hielo forme parte de la estructura interna de planetas como Urano, Saturno y Neptuno. El hielo forma una espesa capa en la superficie de algunos satélites, como Europa y en Titán, donde puede alcanzar los 50 km de grosor.
También existe hielo en el material que forma los anillos de Saturno, en los cometas y objetos de procedencia meteórica, llegados por ejemplo desde el Cinturón de Kuiper o la Nube de Oort. Se ha hallado hielo en la Luna, y en planetas enanos como Ceres y Plutón.

### El agua y la zona habitable
La existencia de agua en estado líquido es necesaria para los seres vivos terrestres y su presencia se considera un factor importante en el origen y la evolución de la vida en el planeta. La Tierra está situada en un área del sistema solar que reúne condiciones muy específicas, pero si estuviese un 5 % —ocho millones de kilómetros— más cerca o más lejos del Sol no podría albergar agua en estado líquido, solo vapor de agua o hielo.
La masa de la Tierra también tiene un papel importante en el estado del agua en la superficie: la fuerza de la gravedad impide que los gases de la atmósfera se dispersen. El vapor de agua y el dióxido de carbono se combinan, causando lo que se conoce como el efecto invernadero, que mantiene la estabilidad de las temperaturas, actuando como una capa protectora de la vida en el planeta. Si la Tierra fuese más pequeña, la menor gravedad ejercida sobre la atmósfera haría que esta fuese menos espesa, lo que redundaría en temperaturas extremas e impediría la acumulación de agua excepto en los casquetes polares, tal como ocurre en Marte. Por otro lado, si la masa de la Tierra fuese mucho mayor, el agua permanecería en estado sólido incluso a altas temperaturas, dada la elevada presión causada por la gravedad. Por lo tanto, tanto el tamaño de un planeta como la distancia a la estrella son factores en la extensión de la zona habitable.

## El agua en la Tierra

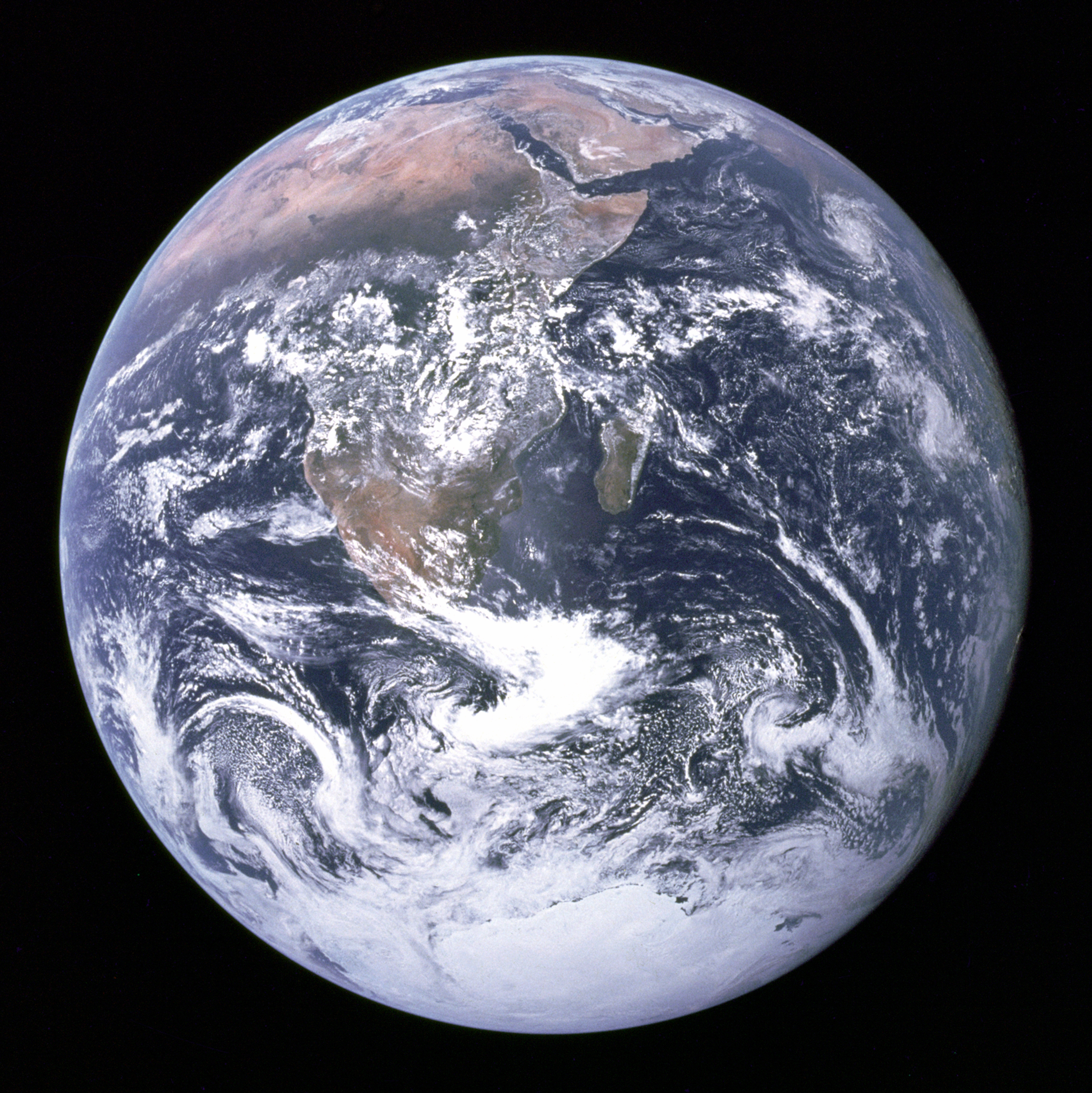
Los océanos cubren el 71 % de la superficie terrestre: su agua salada supone el 96,5 % del agua del planeta.

La Tierra se caracteriza por contener un alto porcentaje de su superficie cubierta por agua líquida, y el volumen total ocupa 1 400 000 000 km³. Este líquido se mantiene constante gracias al ciclo hídrico. Se piensa que el agua formaba parte de la composición de la tierra primigenia y apareció en la superficie a partir de procesos de desgasificación del magma del interior de la tierra y de condensación del vapor de agua al enfriarse el planeta, aunque no se descartan aportes de agua por impactos con otros cuerpos solares.

### Distribución del agua en el manto terrestre

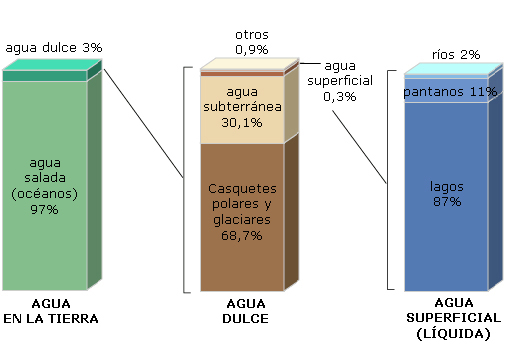
Representación gráfica de la distribución de agua terrestre.

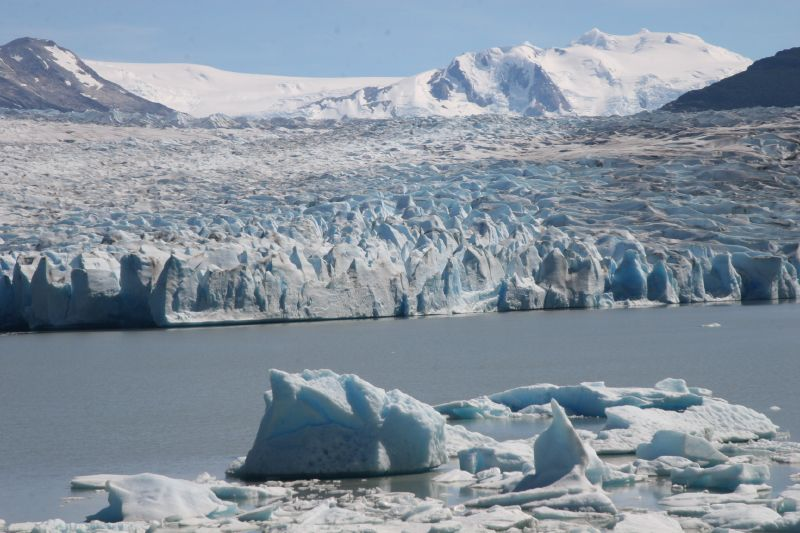
El 70 % del agua dulce de la Tierra se encuentra en forma sólida (Glaciar Grey, Chile).

El manto terrestre contiene una cantidad indeterminada de agua, que según las fuentes está entre el 35 % y el 85 % del total. Se puede encontrar esta sustancia en prácticamente cualquier lugar de la biósfera y en los tres estados de agregación de la materia: sólido, líquido y gaseoso. El agua presente en cualquier estado por encima o por debajo de la superficie del planeta, incluida la subterránea, forma la hidrósfera, que está sometida a una dinámica compleja de transporte y cambio de estado que define un ciclo del agua.
Los océanos y mares de agua salada cubren el 71 % de la superficie de la Tierra. Solo el 3 % del agua terrestre es dulce, y de este volumen, solo el 1 % está en estado líquido. El 2 % restante se encuentra en estado sólido en capas, campos y plataformas de hielo o banquisas en las latitudes próximas a los polos. Fuera de las regiones polares el agua dulce se encuentra principalmente en humedales y, subterráneamente, en acuíferos. Según un estudio publicado en la revista Nature Geoscience, se estima que el agua subterránea total en el planeta supone un volumen de 23 millones de kilómetros cúbicos.
En total, la Tierra contiene unos 1 386 000 000 km³ de agua que se distribuyen de la siguiente forma:
| Situación del agua                   | Volumen en km³ | Volumen en km³ | Porcentaje    | Porcentaje    |
| Situación del agua                   | Agua dulce     | Agua salada    | de agua dulce | de agua total |
| Océanos y mares                      | -              | 1 338 000      | -             | 96,5          |
| Casquetes y glaciares polares        | 24 064 000     | -              | 68,7          | 1,74          |
| Agua subterránea salada              | -              | 12 870 000     | -             | 0,94          |
| Agua subterránea dulce               | 10 530 000     | -              | 30,1          | 0,76          |
| Glaciares continentales y permafrost | 300 000        | -              | 0,86          | 0,022         |
| Lagos de agua dulce                  | 91 000         | -              | 0,26          | 0,007         |
| Lagos de agua salada                 | -              | 85 400         | -             | 0,006         |
| Humedad del suelo                    | 16 500         | -              | 0,05          | 0,001         |
| Atmósfera                            | 12 900         | -              | 0,04          | 0,001         |
| Embalses                             | 11 470         | -              | 0,03          | 0,0008        |
| Ríos                                 | 2120           | -              | 0,006         | 0,0002        |
| Agua biológica                       | 1120           | -              | 0,003         | 0,0001        |
| Total agua dulce                     | 35 029 110     | 35 029 110     | 100           | -             |
| Total agua en la tierra              | 1 386 000      | 1 386 000      | -             | 100           |
| ------------------------------------ | -------------- | -------------- | ------------- | ------------- |

El agua desempeña un papel muy importante en los procesos geológicos. Las corrientes subterráneas de agua afectan directamente a las capas geológicas, influyendo en la formación de fallas. El agua localizada en el manto terrestre también afecta a la formación de volcanes.[cita requerida] En la superficie, el agua actúa como un agente muy activo sobre procesos químicos y físicos de erosión. El agua en su estado líquido y, en menor medida, en forma de hielo, también es un factor esencial en el transporte de sedimentos. El depósito de esos restos es una herramienta utilizada por la geología para estudiar los fenómenos formativos sucedidos en la Tierra.

### El ciclo del agua

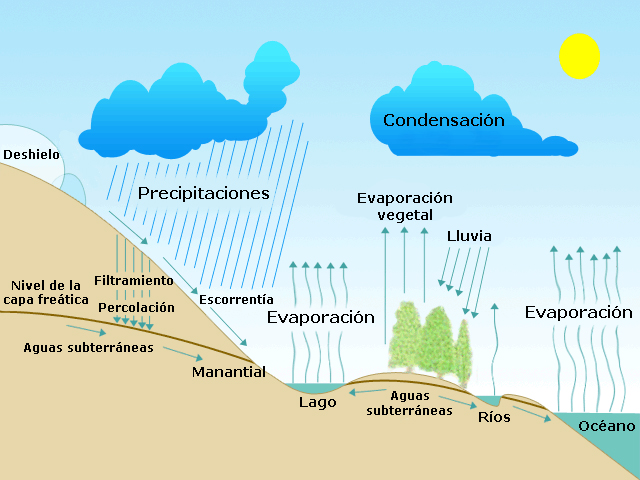
El ciclo del agua implica una serie de procesos físicos continuos.

Con ciclo del agua —conocido científicamente como el ciclo hidrológico— se denomina al continuo intercambio de agua dentro de la hidrósfera, entre la atmósfera, el agua superficial y subterránea y los organismos vivos.
El agua cambia constantemente su posición de una a otra parte del ciclo de agua y se pueden distinguir numerosas componentes que implican básicamente los siguientes procesos físicos:
- evaporación de los océanos y otras masas de agua y transpiración de los seres vivos (animales y plantas) hacia la atmósfera,
- precipitación, originada por la condensación de vapor de agua, y que puede adaptar múltiples formas,
- transporte del agua mediante escorrentía superficial o por flujos subterráneos tras la infiltración en el subsuelo.

La energía del sol calienta el agua, generando la energía necesaria para romper los enlaces entre las moléculas de agua líquida que pasa así al estado gaseoso. El agua evaporada asciende hacia las capas superiores de la atmósfera donde se enfría hasta condensarse y formar nubes compuestas de gotas minúsculas. En ciertas condiciones, estas pequeñas partículas de agua se unen para formar gotas de mayor tamaño que no pueden mantenerse suspendidas por las corrientes de aire ascendentes y caen en forma de lluvia o granizo o nieve según la temperatura. Un 90 % del vapor de agua presente en la atmósfera procede de la evaporación de los océanos, a donde vuelve directamente la mayor parte; sin embargo, el viento desplaza un 10 % hacia la tierra firme, en la que el volumen de precipitaciones supera de este modo al de evaporación, proveniente principalmente de cuerpos acuáticos y la transpiración de los seres vivos, predominantemente de las plantas.
Parte del agua que cae sobre la tierra como lluvia o proveniente del deshielo se filtra en la tierra o se evapora, pero alrededor de un tercio se desplaza por la superficie siguiendo la pendiente. El agua de escorrentía suele formar cuencas, donde los cursos de agua más pequeños suelen unirse formando ríos. El desplazamiento constante de masas de agua sobre diferentes terrenos geológicos es un factor muy importante en la conformación del relieve. En las partes del curso con pendiente alta, los ríos arrastrar minerales durante su desplazamiento, que depositan en las partes bajas del curso. Por tanto, los ríos cumplen un papel muy importante en el enriquecimiento del suelo. Parte de las aguas de esos ríos se desvían para su aprovechamiento agrícola. Los ríos desembocan en el mar formando estuarios o deltas. Las aguas subterráneas, por su parte, pueden aflorar a la superficie como manantiales o descender a acuíferos profundos, donde pueden permanecer milenios.
El agua puede ocupar la tierra firme con consecuencias desastrosas: Las inundaciones se producen cuando una masa de agua rebasa sus márgenes habituales o cuando comunican con una masa mayor —como el mar— de forma irregular. Por otra parte, y aunque la falta de precipitaciones es un obstáculo importante para la vida, es natural que periódicamente algunas regiones sufran sequías. Cuando la sequedad no es transitoria, la vegetación desaparece, al tiempo que se acelera la erosión del terreno. Este proceso se denomina desertización y muchos países adoptan políticas para frenar su avance. En 2007, la ONU declaró el 17 de junio como el Día Mundial de Lucha contra la Desertización y la Sequía.

### El océano

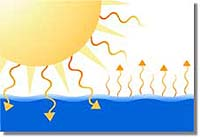
Evaporación del agua del océano.

El océano engloba la parte de la superficie terrestre ocupada por el agua marina. Existen varias teorías sobre su formación. Existen indicios de que proviene del agua presente en el interior del planeta, transportada a la superficie en forma de vapor de agua por los procesos volcánicos, pero no se descarta que su origen esté en las colisiones con cuerpos ricos en agua durante la formación del sistema solar. Durante las diferentes eras geológicas la distribución de las aguas oceánicas ha variado constantemente. Durante el Cenozoico alcanzaron su configuración actual los océanos Antártico, Ártico, Atlántico, Índico y Pacífico, así como los mares, cuerpos de agua salada de tamaño inferior.
Cubre el 71 % de la superficie de la Tierra y la profundidad media es de unos 4 km. En la fosa de las Marianas, alcanza los 11 033 m de profundidad. En los océanos hay una capa superficial de agua a unos 17 °C de media, aunque la temperatura varía notablemente entre las zonas ecuatoriales y tropicales, donde puede llegar a los 36 °C y las zonas polares, donde baja hasta cerca de −2 °C, temperatura a la que se congela. La capa de agua superficial, cuyo espesor es normalmente de unos cuatrocientos o quinientos metros se mantiene a una temperatura casi constante, hasta alcanzar una zona, llamada termoclina, donde se da un rápido descenso de temperatura. Por debajo de esta zona límite, la temperatura desciende hasta los 3 y 0 °C.
Los océanos contienen muchos elementos en disolución, aunque la mayoría se encuentran en concentraciones diminutas. Los más abundantes son el sodio y el cloro que, en su forma sólida, se combina para formar el cloruro de sodio o sal común que representa el 80 % de sales disueltas en el agua marina. A estos elementos les siguen por orden de abundancia el magnesio —4 %—, el azufre, principalmente en forma de sulfatos, el calcio, el potasio, el bromo, el estroncio, el boro y el flúor.

#### Mareas

Pleamar y bajamar en el puerto de la Flotte en la isla de Ré (Francia).

Las mareas son movimientos cíclicos de las grandes masas de agua causadas por la fuerza gravitatoria lunar y el sol. Las mareas se deben a movimientos de corrientes de grandes masas de agua, que oscilan en un margen constante de horas. La marea se refleja perceptiblemente en una notable variación de la altura del nivel del mar —entre otras cosas— originado por las posiciones relativas del Sol y la Luna en combinación con el efecto de la rotación terrestre y la batimetría local. La franja de mar sometida a estos cambios —expuesta en bajamar y cubierta en pleamar— se denomina zona intermareal y representa un nicho ecológico de gran valor.

### El agua dulce en la naturaleza
El agua dulce en la naturaleza se renueva gracias a la atmósfera que dispone de 13 900 km³ de vapor de agua, un 10 % del agua dulce del planeta, excluyendo las aguas subterráneas, el hielo en los casquetes polares y el permafrost. Se trata de un volumen dinámico que constantemente se está incrementando en forma de evaporación y disminuyendo en forma de precipitaciones, estimándose el volumen anual en forma de precipitación entre 113 500 y 120 000 km³ en el mundo. En los países de clima templado y frío la precipitación en forma de nieve supone una parte importante del total.
El 68,7 % del agua dulce existente en el mundo está en los glaciares y mantos de hielo. Los presentes en la Antártida, Ártico y Groenlandia, a pesar de su extensión, no se consideran recursos hídricos por su inaccesibilidad. En cambio, los glaciares continentales son una parte importante de los recursos hídricos de muchos países.
Las aguas superficiales engloban los lagos, embalses, ríos y humedales suponiendo solamente el 0,3 % del agua dulce del planeta, sin embargo, representan el 80 % de las aguas dulces renovables anualmente de allí su importancia.
También el agua subterránea dulce almacenada, que representa el 96 % del agua dulce no congelada de la Tierra, supone un importante recurso. Según Morris los sistemas de aguas subterráneas empleados en abastecimiento de poblaciones suponen entre un 25 y un 40 % del agua potable total abastecida. Así la mitad de las grandes megalópolis del mundo dependen de ellas para su consumo. En las zonas donde no se dispone de otra fuente de abastecimiento representa una forma de abastecimiento de calidad a bajo coste.
La mayor fuente de agua dulce del mundo adecuada para su consumo es el lago Baikal, de Siberia, que tiene un índice muy reducido en sal y calcio y aún no está contaminado.

## Efectos sobre la vida

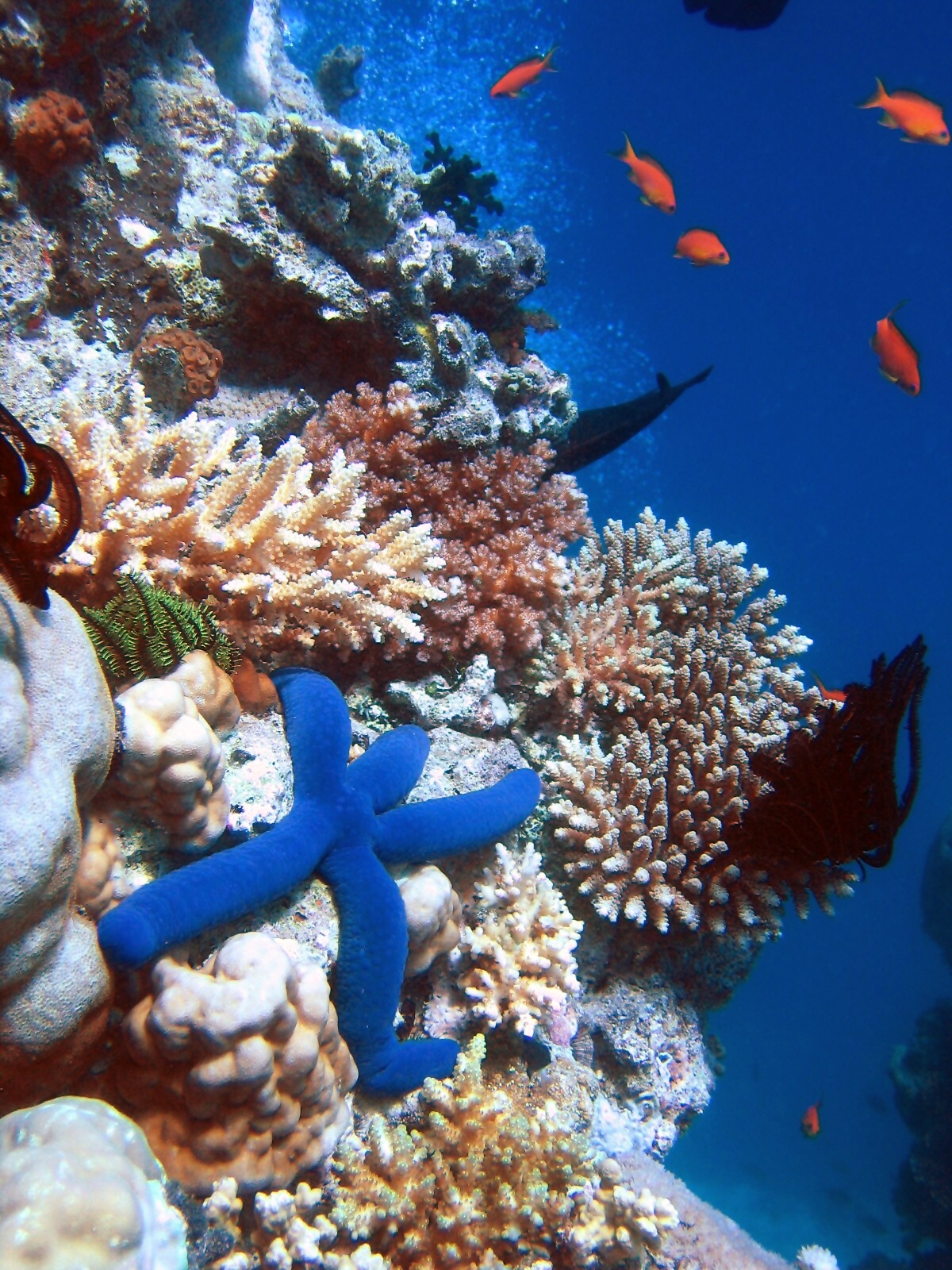
El arrecife de coral es uno de los entornos de mayor biodiversidad.

El agua es la molécula más común en todos los seres vivos en la Tierra; la masa de la mayoría de los organismos contiene entre un setenta y noventa por ciento de agua, aunque el porcentaje varía considerablemente según la especie, la etapa de desarrollo del individuo y, en organismos multicelulares complejos, el tipo de tejido. Las algas llegan al 98 % de agua en peso, mientras que los pinos contienen un 47 %. El cuerpo humano incluye entre un 65 % a un 75 % de agua en peso, y el porcentaje es menor a medida que la persona crece. El contenido en los tejidos varía entre el 99 % del líquido cefalorraquídeo y el 3 % de la dentina.
El agua desempeña un papel biológico importante y todas las formas de vida conocidas dependen del agua a nivel molecular. Sus propiedades como disolvente posibilitan las diversas reacciones químicas de los compuestos orgánicos cruciales para todas las funciones vitales, el transporte de moléculas a través de las membranas y para disolver los productos de excreción. También es un agente activo esencial en muchos de los procesos metabólicos de los seres vivos. La extracción de agua de moléculas —mediante reacciones químicas enzimáticas que consumen energía— permite la síntesis de macromoléculas complejas, como los triglicéridos o las proteínas; el agua actúa asimismo como agente catabólico sobre los enlaces entre átomos, reduciendo el tamaño de moléculas como glucosas, ácidos grasos y aminoácidos, y produciendo energía en el proceso. Es un compuesto esencial para la fotosíntesis. En este proceso, las células fotosintéticas utilizan la energía del sol para separar el oxígeno y el hidrógeno presentes en la molécula de agua; el hidrógeno se combina con CO2 —absorbido del aire o del agua— para formar glucosa, liberando oxígeno en el proceso. El agua, por su carácter anfiprótico es también el eje de las funciones enzimáticas y la neutralidad respecto a ácidos y bases. La bioquímica en muchos medios intracelulares funciona de manera ideal alrededor de un valor pH de alrededor de 7,0 hasta 7,2.

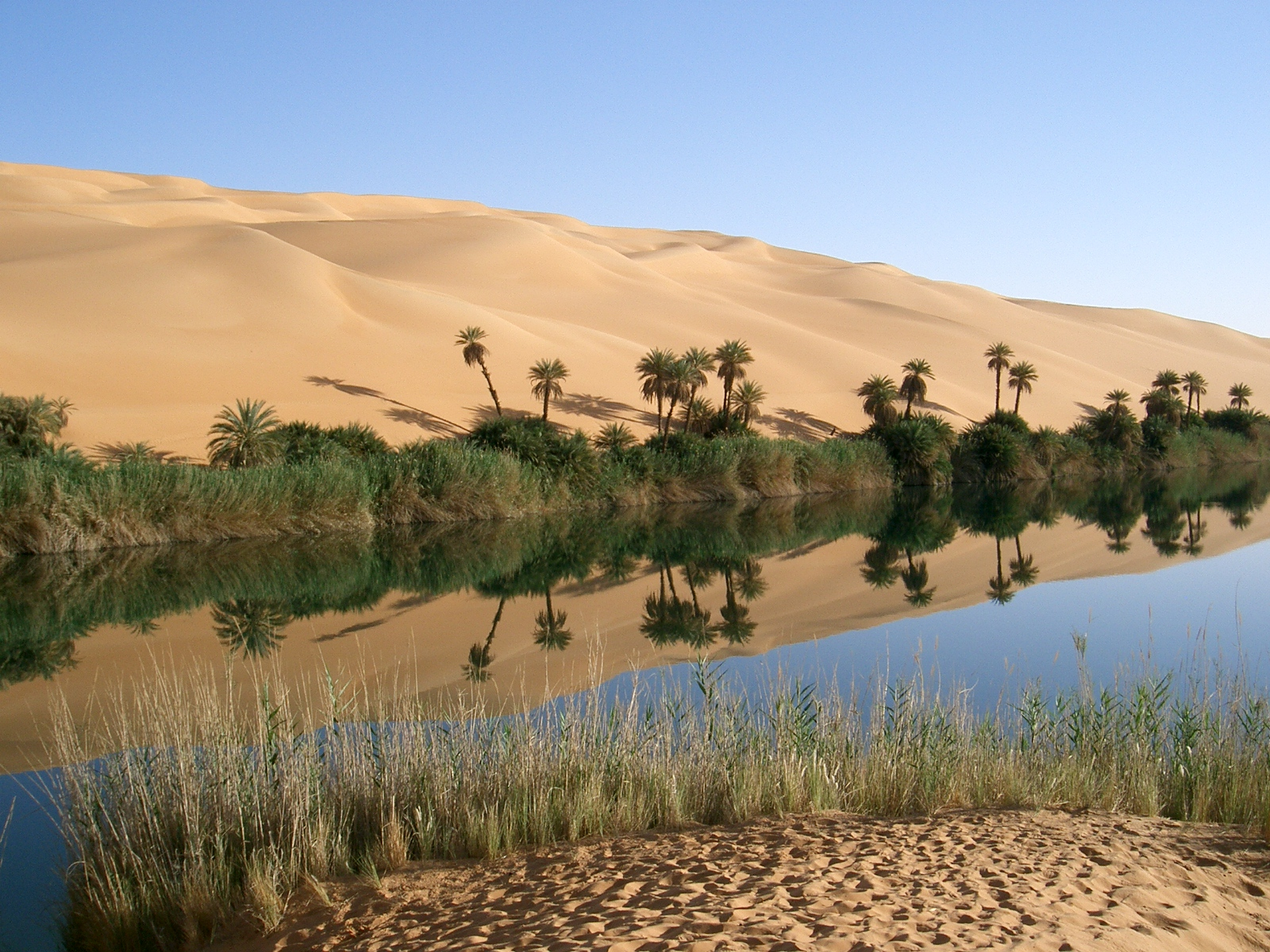
Vegetación de un oasis en el desierto.

### Vida acuática

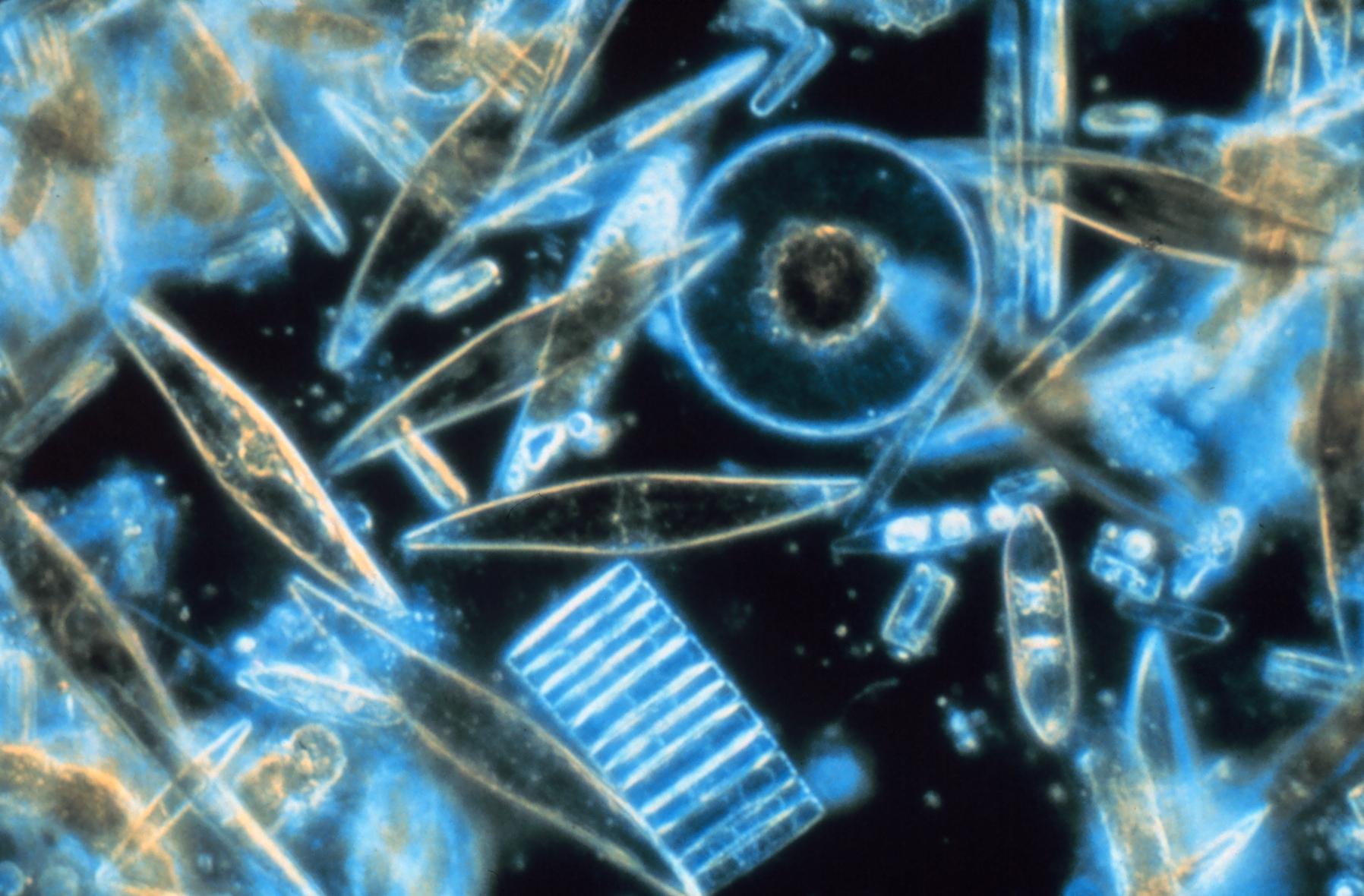
Diatomeas marinas, un importante grupo de fitoplancton.

Las diversas teorías sobre el origen de la vida coinciden en que esta tuvo su origen en los océanos, bien en aguas superficiales gracias a la energía suministrada por la radiación solar, los rayos cósmicos y hasta descargas eléctricas procedentes de la atmósfera o bien en las profundidades marinas, junto a las fuentes hidrotermales de las fosas oceánicas, Se calcula que un 25 % de todas las especies son acuáticas. Las bacterias son particularmente abundantes en el agua y un estudio de 2006 contabilizó unas 20 000 especies por litro de agua marina. Estos microorganismos, junto al fitoplancton son la base de la cadena trófica submarina, por lo que agua provee no solo el medio, sino el sustento de toda la fauna marina.

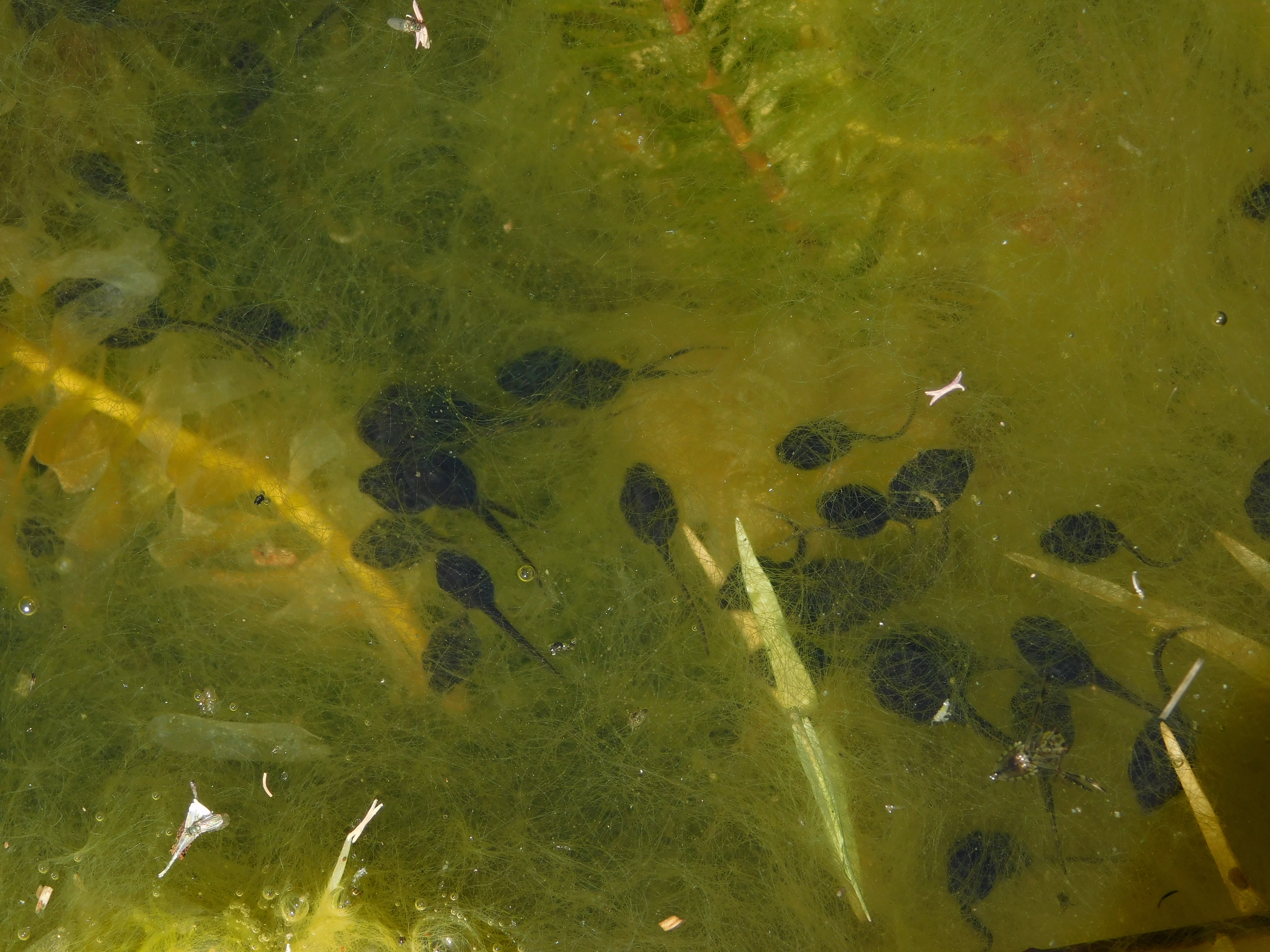
Foto de renacuajos de anfibios en cuerpo de agua, en este estadio son completamente dependendientes del agua.

Los animales acuáticos deben obtener oxígeno para respirar, extrayéndolo del agua de diversas maneras. Los vertebrados con respiración pulmonar, como los mamíferos, las aves, los reptiles y los anfibios en su fase adulta, toman el aire fuera del agua y contienen la respiración al sumergirse. La mayoría de la fauna acuática multicelular, sin embargo, utiliza branquias para extraer el oxígeno del agua. Algunas especies como los dipnoos cuentan con ambos sistemas respiratorios. Algunos organismos invertebrados carecen de un sistema respiratorio y absorben el oxígeno directamente del agua por difusión.

## Efectos sobre la civilización humana

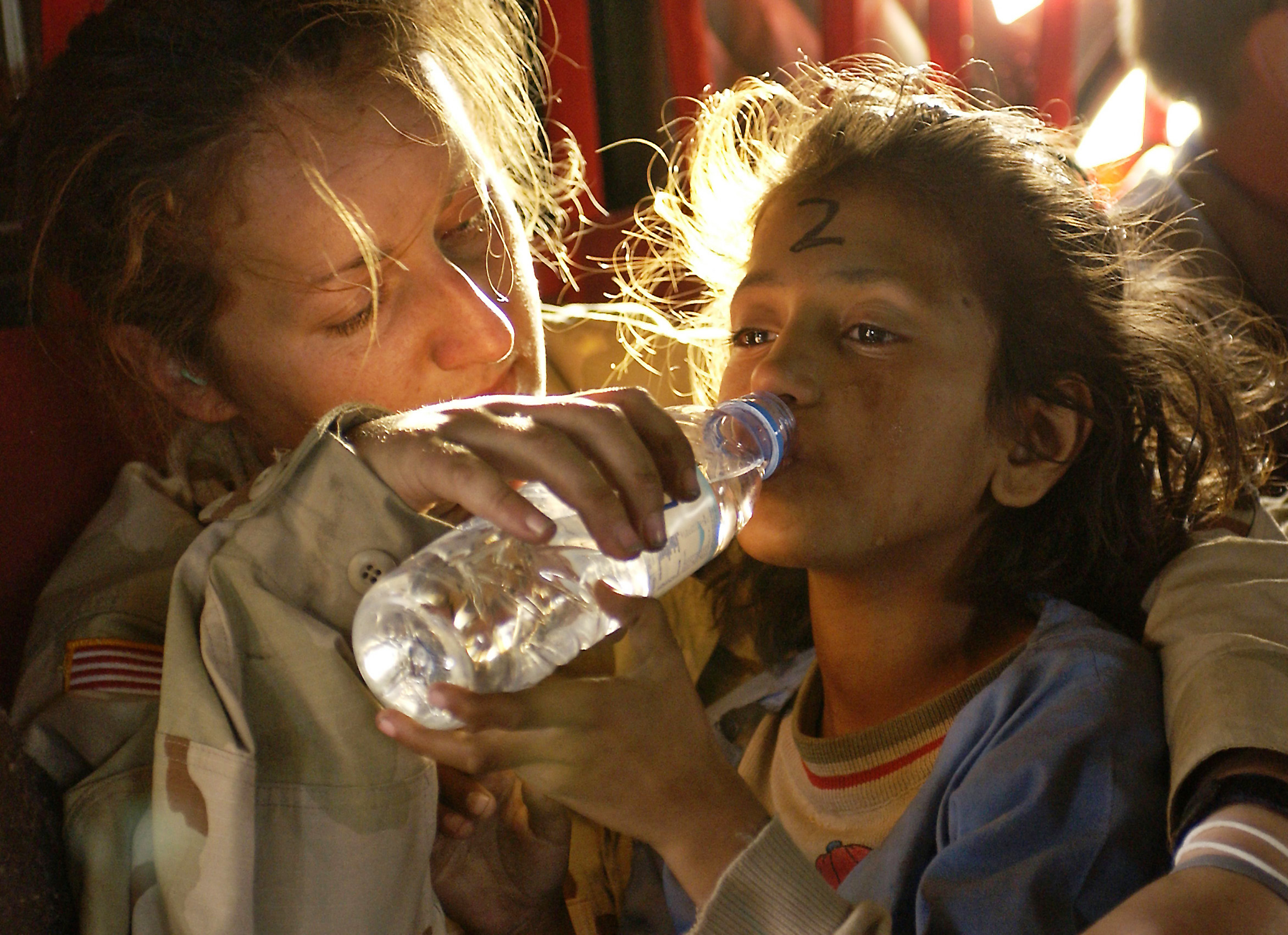
Una niña bebiendo agua embotellada.

La historia muestra que las primeras civilizaciones florecieron en zonas favorables a la agricultura, como las cuencas de los ríos. Es el caso de Mesopotamia, considerada la cuna de la civilización humana, surgida en el fértil valle del Éufrates y el Tigris; y también el de Egipto, que dependía por completo del Nilo y sus periódicas crecidas. Muchas otras grandes ciudades, como Róterdam, Londres, Montreal, París, Nueva York, Buenos Aires, Shanghái, Tokio, Chicago y Hong Kong deben su riqueza a la conexión con alguna gran vía de agua que favoreció su crecimiento y su prosperidad. Las islas que contaban con un puerto natural seguro —como Singapur— florecieron por la misma razón. Del mismo modo, las áreas en las que el agua es muy escasa tienen dificultades de desarrollo, a no ser que posean otros recursos en grandes cantidades.

### El agua como derecho humano

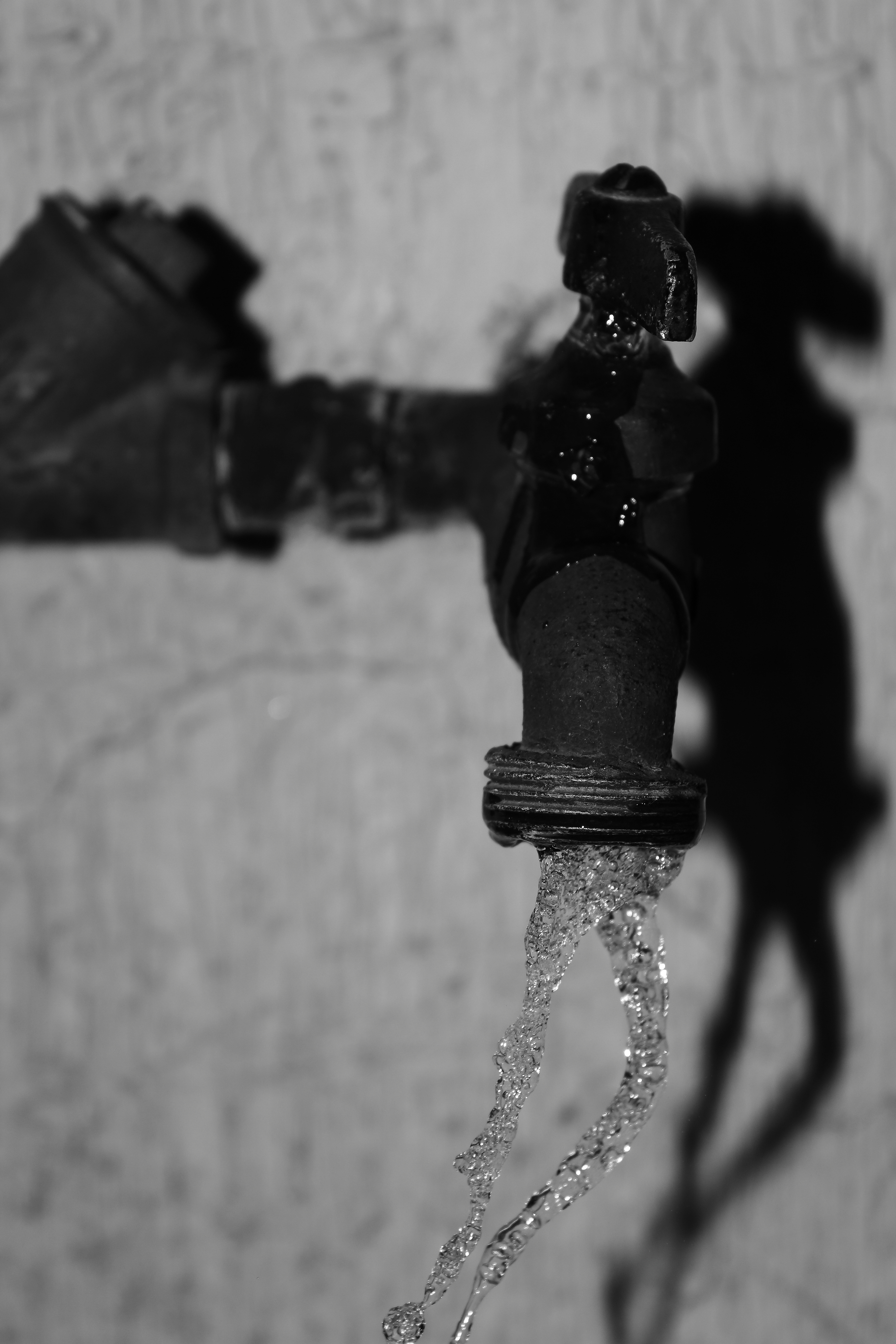
Agua cayendo.

La Asamblea General de las Naciones Unidas, aprobó el 28 de julio de 2010, en su sexagésimo cuarto período de sesiones, una resolución que reconoce al agua potable y al saneamiento básico como derecho humano esencial para el pleno disfrute de la vida y de todos los derechos humanos. Esta resolución fue precedida, en noviembre de 2002, por la «Observación General n.º 15 sobre el derecho al agua», que establece el derecho al acceso asequible al agua como una condición indispensable para «una vida humana digna». El artículo I.1 establece que «El derecho humano al agua es indispensable para una vida humana digna».
En la resolución de la Asamblea General de 2010, se estimaba en 884 millones el número de personas sin acceso al agua potable, y en más de 2 600 000 000 las personas sin saneamiento básico. Asimismo, calculaba que unos 1,5 millones de niños menores de 5 años fallecían anualmente como consecuencia de la carencia de agua.

### Agua para beber: necesidad del cuerpo humano
El cuerpo humano está compuesto de entre un 55 % y un 78 % de agua, dependiendo de sus medidas y complexión. La actividad metabólica, como por ejemplo, la oxidación de las grasas o hidratos de carbono, genera cierta cantidad de agua; sin embargo, el agua metabólica es insuficiente para compensar las pérdidas a través de la orina, las heces, el sudor, o por exhalación del aliento, por lo que para mantener el balance hídrico del cuerpo es necesario consumir agua. El agua se puede absorber tanto de las bebidas líquidas o de los alimentos, entre los cuales las frutas y verduras frescas contienen el porcentaje mayor, hasta un 85 %, similar al de muchas bebidas, mientras que los cereales o frutos secos suelen componerse solo de un 5 % de agua.
El agua también es útil para lubricar las articulaciones, facilitar el proceso de digestión y mantener los órganos en función y en buen estado.
Para evitar problemas asociados a la deshidratación, un documento de la Plataforma de Alimentación y Nutrición del Consejo Nacional de Investigación de los Estados Unidos recomendaba en 1945 consumir un mililitro de agua por cada caloría de comida. La última referencia ofrecida por este mismo organismo habla de 2,7 litros de agua diarios para una mujer y 3,7 litros para un hombre, incluyendo el consumo de agua a través de los alimentos. Naturalmente, durante el embarazo y la lactancia la mujer debe consumir más agua para mantenerse hidratada. Según el Instituto de Medicina —que recomienda una media de 2,2 litros/día para una mujer, y 3,0 litros/día para un varón— una mujer embarazada debe consumir 2,4 litros, y hasta 3 litros durante la lactancia, considerada la gran cantidad de líquido que se pierde durante este periodo. la Asociación Británica de Dietética recomienda un mínimo de unos dos litros y medio diarios de agua. Otras fuentes discrepan, y la literatura médica cita una cantidad mínima menor, típicamente un litro de agua diario para un individuo varón adulto. En cualquier caso, cantidad exacta variará en función del nivel de actividad, la temperatura, la humedad, la dieta y otros factores.
La ingesta excesiva de agua —por ejemplo, durante el ejercicio físico— puede causar hiperhidratación, o intoxicación de agua, una condición que puede ser peligrosa. Hay varios mitos no demostrados sobre el consumo de agua y la salud, como por ejemplo usa supuesta relación entre el consumo de agua, la pérdida de peso y el estreñimiento.
A diferencia de las pérdidas de agua a través de la piel o los pulmones, el volumen excretado con la orina está sujeto a un estricto control, llevado a cabo en los riñones. El porcentaje de agua presente en la orina puede variar mucho, dependiendo de la cantidad de sustancias de desecho, como minerales y urea, a excretar. La concentración u osmolaridad máxima de estos solutos en la orina es de 1200 mOsm/L, que define el volumen mínimo de líquido necesario para su eliminación, independientemente del estado de hidratación del organismo.

#### Desinfección del agua potable

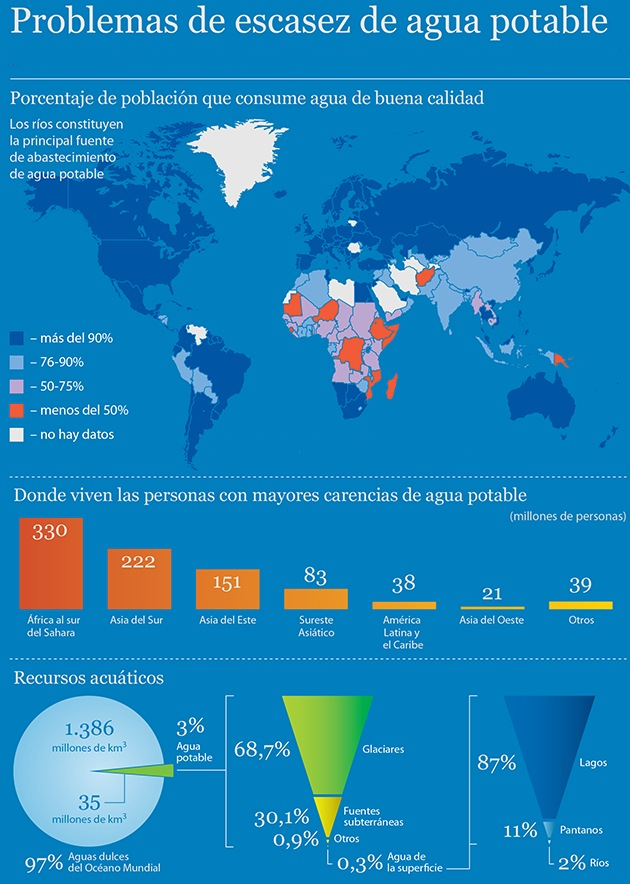

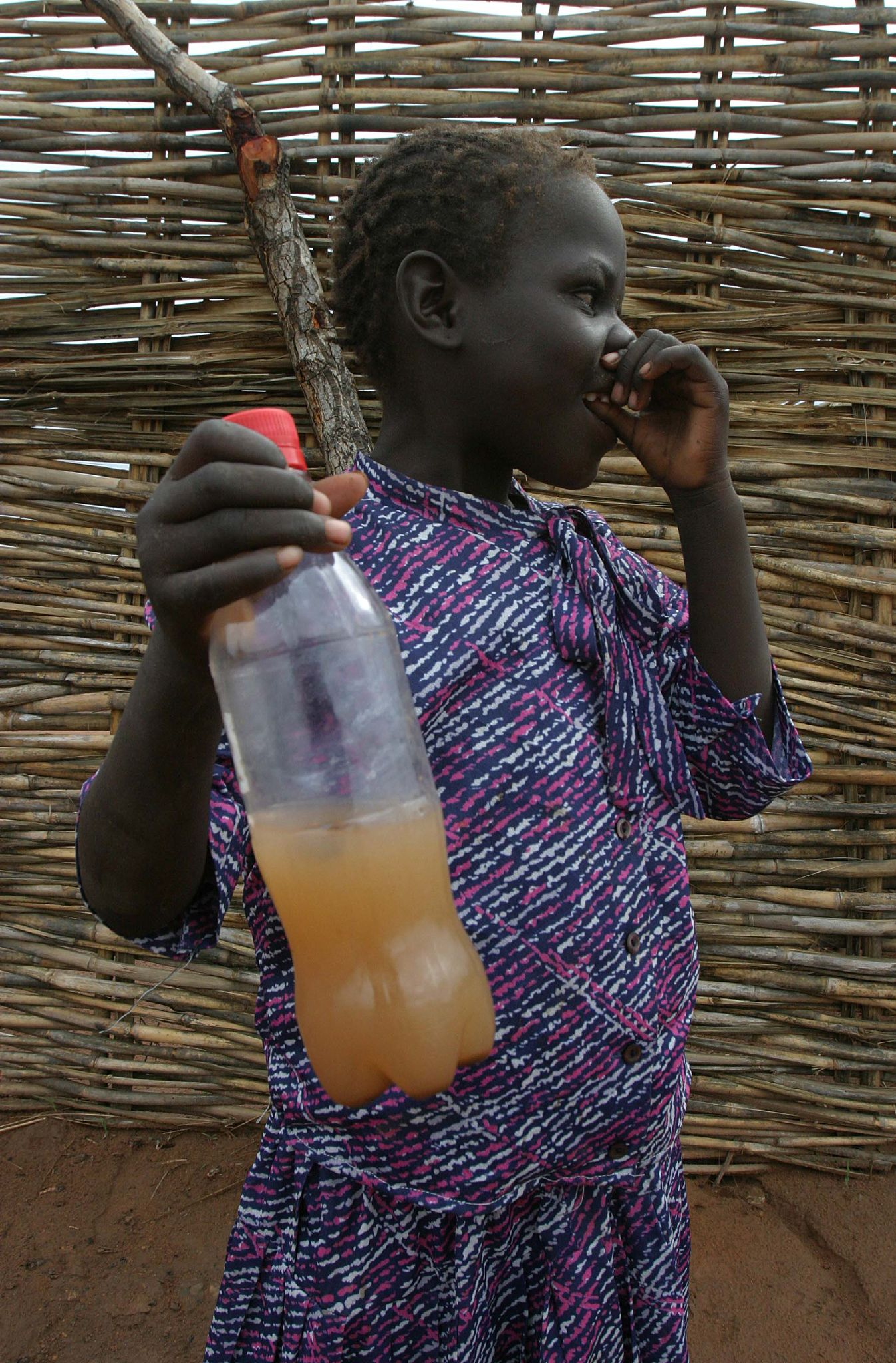
Una niña con una botella de agua en África donde la diarrea es frecuente en los niños. La escasez de agua y la deficiente infraestructura causan más de cinco millones de muertes al año por consumo de agua contaminada.

El agua de beber es uno de los principales transmisores de microorganismos causantes de enfermedades, principalmente bacterias, virus y protozoos intestinales. Las grandes epidemias de la humanidad han prosperado por la contaminación del agua. Por referencias, se conoce que se recomendaba hervir el agua desde quinientos años antes de nuestra era.
Actualmente en los países desarrollados están prácticamente controlados los problemas que planteaban las aguas contaminadas. Los procesos de filtración y desinfección del agua previamente al consumo humano se impusieron en el siglo XX y se estima que son los causantes del 50 % de aumento de la expectativa de vida de los países desarrollados en el siglo pasado. La revista Life consideró la cloración y filtración del agua como probablemente el más importante progreso de la salud pública del milenio. Existen varios agentes que se pueden emplear para la desinfección del agua, entre ellos el peróxido, compuestos de cloro y otros halógenos, plata-cobre, ozono y radiación ultravioleta.
El cloro, bien en forma de gas o como hipoclorito, es el material más usado como desinfectante del agua, por sus propiedades oxidantes. Una vez que ha atravesado la membrana de los microorganismos, los compuestos clorados los eliminan mediante la oxidación las enzimas respiratorias de estos.
El cloro puede resultar irritante para las mucosas y la piel por ello su utilización está estrictamente vigilada. La proporción usada varía entre 1ppm cuando se trata de purificar el agua para su consumo, y entre 1-2 ppm para la preparación de agua de baño. La aplicación inadecuada de componentes químicos en el agua puede resultar peligroso. La aplicación de cloro como desinfectante comenzó en 1912 en los Estados Unidos. Al año siguiente Wallace y Tiernan diseñaron unos equipos que podían medir el cloro gas y formar una solución concentrada que se añadía al agua a tratar. Desde entonces la técnica de cloración ha seguido progresando. Además de su capacidad destructora de gérmenes, su acción también es muy beneficiosa en la eliminación del hierro, manganeso, sulfhídricos, sulfuros y otras sustancias reductoras del agua. Muchos países en sus normativas establecen desinfecciones mediante cloro y exigen el mantenimiento de una determinada concentración residual de desinfectante en sus redes de tuberías de distribución de agua. A veces se emplea cloraminas como desinfectante secundario para mantener durante más tiempo una determinada concentración de cloro en el sistema de abastecimiento de agua potable.

#### Dificultades en el mundo para acceder al agua potable
La población mundial ha pasado de 2 630 000 000 en 1950 a 6 671 000 000 en 2008. En este periodo, la población urbana ha pasado de 733 000 000 a 3 505 000 000. Es en los asentamientos humanos donde se concentra el uso del agua no agrícola y donde se contraen la mayoría de las enfermedades relacionadas con el agua.
Ante la dificultad de disponer de agua potable para consumo humano en muchos lugares del planeta, se ha consolidado un concepto intermedio, el agua segura como el agua que no contiene bacterias peligrosas, metales tóxicos disueltos, o productos químicos dañinos a la salud, y es por lo tanto considerada segura para beber, por tanto se emplea cuando el suministro de agua potable está comprometido. Es un agua que no resulta perjudicial para el ser humano, aunque no reúna las condiciones ideales para su consumo.
Por diversos motivos, la disponibilidad del agua resulta problemática en buena parte del mundo, y por ello se ha convertido en una de las principales preocupaciones de gobiernos en todo el mundo. Actualmente, se estima que alrededor de mil millones de personas tienen un deficiente acceso al agua potable. Esta situación se agrava por el consumo de aguas en malas condiciones, que favorece la proliferación de enfermedades y brotes epidémicos. Muchos de los países reunidos en Evian en la XXIX.ª conferencia del G8 se marcaron 2015 como fecha límite para conseguir el acceso universal a agua en mejores condiciones en todo el mundo. Incluso si se lograse este difícil objetivo, se calcula que aún quedarían alrededor de 500 millones sin acceso al agua potable, y más de mil millones carecerían de un adecuado sistema de saneamiento. La mala calidad el agua y el saneamiento irregular afectan gravemente el estado sanitario de la población: solo el consumo de agua contaminada causa 5 000 000 de muertes al año, según varios informes de las Naciones Unidas, que declararon 2005-2015 la Década de la Acción. La OMS estima que la adopción de políticas de agua segura podría evitar la muerte de 1 400 000 niños al año, víctimas de diarrea. 50 países, que reúnen a casi un tercio de la población mundial, carecen de un adecuado suministro de agua, y 17 de ellos extraen anualmente más agua de sus acuíferos de la que puede renovarse naturalmente. La contaminación, por otra parte, no solo contamina el agua de ríos y mares, sino los recursos hídricos subterráneos que sirven de abastecimiento del consumo humano.

### El uso doméstico del agua

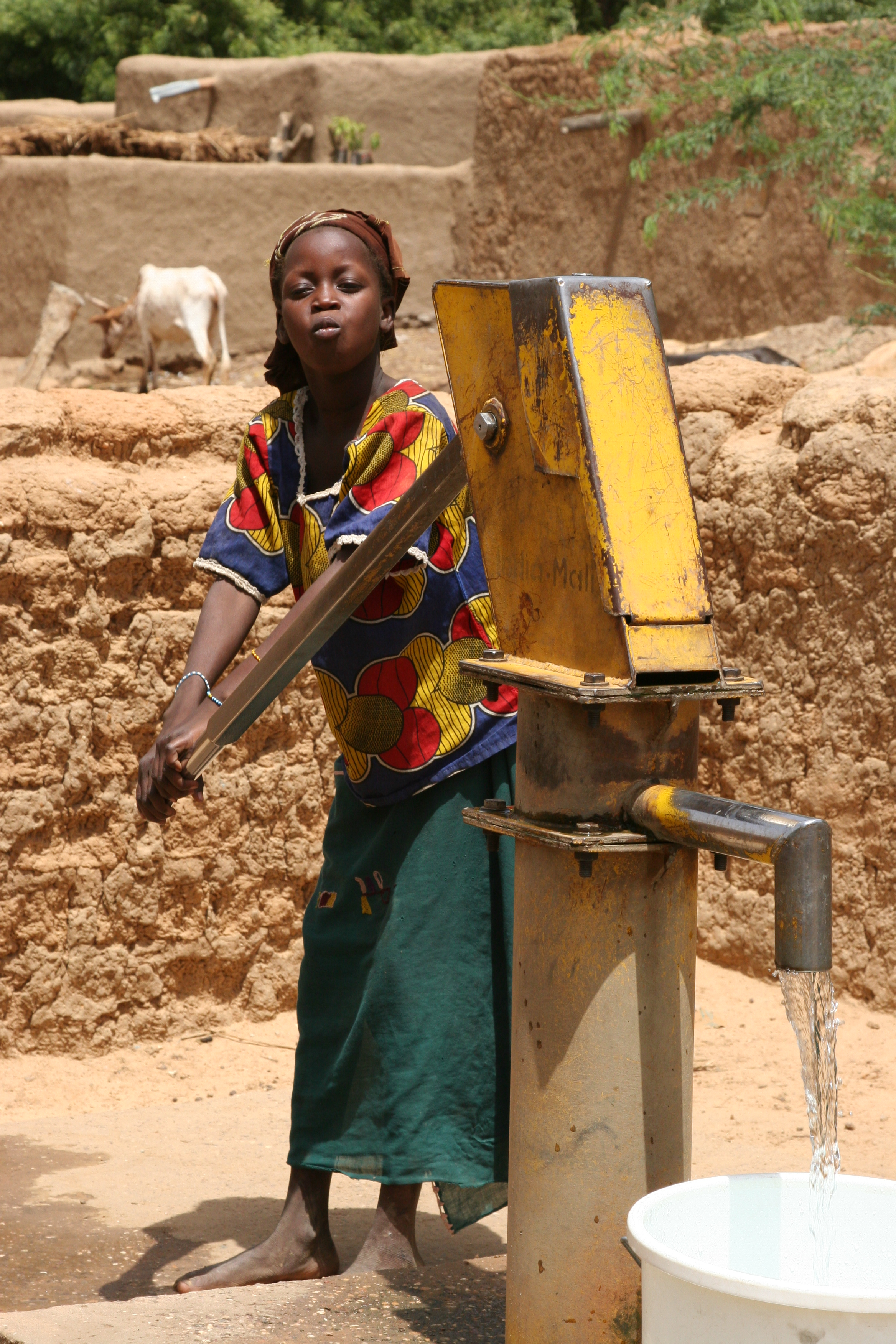
Niña en Malí abasteciéndose para su consumo doméstico del agua del subsuelo mediante una bomba manual.

Además de precisar los seres humanos el agua para su existencia precisan del agua para su propio aseo y la limpieza. Se ha estimado que los humanos consumen directamente o indirectamente alrededor de un 54 % del agua dulce superficial disponible en el mundo. Este porcentaje se desglosa en:
- Un 20 %, utilizado para mantener la fauna y la flora, para el transporte de bienes (barcos) y para la pesca, y
- el 34 % restante, utilizado de la siguiente manera: El 70 % en irrigación, un 20 % en la industria y un 10 % en las ciudades y los hogares.[128][129]

El consumo humano directo representa un porcentaje reducido del volumen de agua consumido a diario en el mundo. Se estima que un habitante de un país desarrollado consume alrededor de cinco litros diarios en forma de alimentos y bebidas. Estas cifras se elevan dramáticamente cuando se considera el consumo total doméstico. Un cálculo aproximado de consumo de agua por persona/día en un país desarrollado, considerando el consumo industrial doméstico arroja los siguientes datos:
| Actividad                               | Consumo de agua |
| Lavar la ropa                           | 60-100 litros   |
| Limpiar la casa                         | 15-40 litros    |
| Limpiar la vajilla a máquina            | 18-50 litros    |
| Limpiar la vajilla a mano               | 100 litros      |
| Cocinar                                 | 6-8 litros      |
| Darse una ducha                         | 35-70 litros    |
| Bañarse                                 | 200 litros      |
| Lavarse los dientes                     | 30 litros       |
| Lavarse los dientes (cerrando el grifo) | 1,5 litros      |
| Lavarse las manos                       | 1,5 litros      |
| Afeitarse                               | 40-75 litros    |
| Afeitarse (cerrando el grifo)           | 3 litros        |
| Lavar el coche con manguera             | 500 litros      |
| Descargar la cisterna                   | 10-15 litros    |
| Media descarga de cisterna              | 6 litros        |
| Regar un jardín pequeño                 | 75 litros       |
| Riego de plantas domésticas             | 15 litros       |
| Beber                                   | 1,5 litros      |
| --------------------------------------- | --------------- |

Estos hábitos de consumo y el aumento de la población en el último siglo ha causando a la vez un aumento en el uso del agua. Ello ha provocado que las autoridades realicen campañas por el buen uso del agua. Actualmente, la concienciación es una tarea de gran importancia para garantizar el futuro del agua en el planeta, y como tal es objeto de constantes actividades tanto a nivel nacional como municipal. Por otra parte, las enormes diferencias de consumo diario por persona entre países desarrollados y países en vías de desarrollo señalan que el modelo hídrico actual no es solo ecológicamente inviable: también lo es desde el punto de vista humanitario, por lo que numerosas ONG se esfuerzan por incluir el derecho al agua entre los Derechos humanos. Durante el V Foro Mundial del agua, convocado el 16 de marzo de 2009 en Estambul (Turquía), Loic Fauchon (presidente del Consejo Mundial del Agua) subrayó la importancia de la regulación del consumo en estos términos:

La época del agua fácil ya terminó... Desde hace 50 años las políticas del agua en todo el mundo consistieron en aportar siempre más agua. Tenemos que entrar en políticas de regulación de la demanda.

#### Recomendaciones para el cuidado del agua en el hogar
1. Evitar tirar cualquier tipo de aceite por las coladeras.
2. Mantener toda llave de agua cerrada mientras se talla/lava/enjabona.
3. Atender fugas. Algunas no son visibles, pero puede saberse en el recibo de consumo.
4. Reducir el uso de la tina de baño.
5. Hacer duchas de 5-8 minutos.
6. Recolectar el agua que sale de la regadera (la que usualmente se desperdicia antes de comenzar a bañarnos, y usar el agua para lavar el carro, regar el jardín, etc.
7. Almacenar el agua de lluvia para regar plantas, lavar terrazas y patios, etc.[138]

### El agua en la agricultura

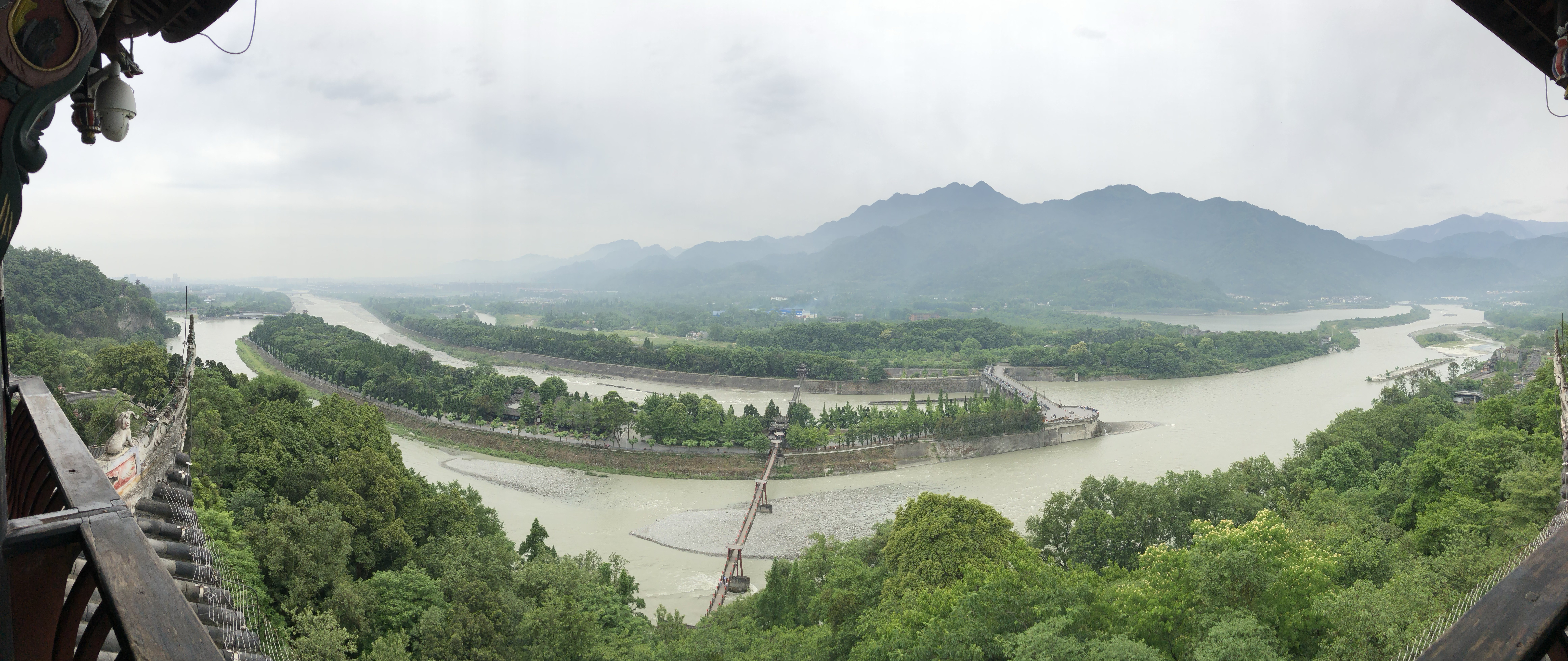
Sistema de irrigación de Dujiangyan (China) realizado en el siglo III a. C. Varias esclusas desvían parte del río Min a un canal hasta Chengdu. Está en funcionamiento desde esa época.

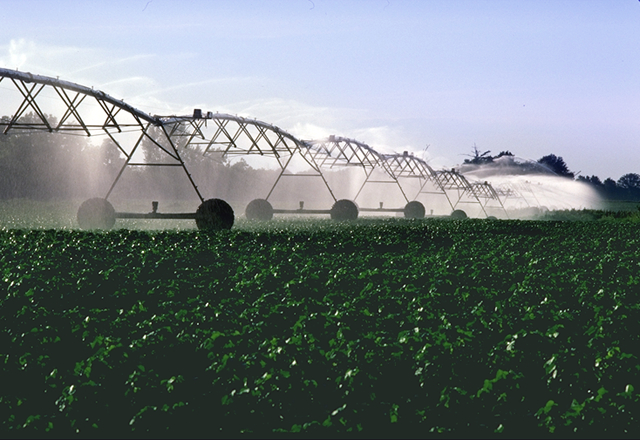
Riego mediante un pívot en un campo de algodón.

Según la FAO, la agricultura supone un 69 % del agua total extraída en el mundo, porcentaje que en algunas zonas áridas puede superar el supera el 90 %. La necesidad de los recursos hídricos para la producción de alimentos debe conciliarse con la demanda procedente de otros sectores, como el uso en las zonas urbanas y la preservación de los ecosistemas. En muchos lugares, la agricultura supone una importante presión sobre las masas naturales de agua, y el agua que precisan los regadíos supone una disminución de los caudales naturales de los ríos y un descenso de los niveles de las aguas subterráneas que ocasionan un efecto negativo en los ecosistemas acuáticos.
Según datos de la UNESCO, menos del 20 % del agua de riego llega a la planta; el resto se desperdicia y además transporta residuos con sustancias tóxicas que inevitablemente van a parar a los ríos. El uso de nitratos y pesticidas en las labores agrícolas suponen la principal contaminación difusa de las masas de agua tanto superficial como subterránea. La más significativa es la contaminación por nitratos, que produce la eutrofización de las aguas. En España el consumo anual de fertilizantes se estima en 1 076 000 toneladas de nitrógeno, 576 000 toneladas de fósforo y 444 000 toneladas de potasio. Aunque la mayor parte de los abonos son absorbidos por los cultivos, el resto es un potencial contaminante de las aguas.
Por ser la agricultura un sistema de producción antiguo, se ha adaptado a los diferentes regímenes hídricos de cada región: Así, en zonas donde se den abundantes precipitaciones suelen realizarse cultivos de regadío, mientras que en zonas más secas son comunes los cultivos de secano. Dado que las tierras de regadío son aproximadamente tres veces más productivas que las de secano, las inversiones en el desarrollo de infraestructuras de riego y gestión de recursos hídricos son importantes para un desarrollo sostenible de la agricultura. Este desarrollo se da de forma muy desigual en distintas partes del mundo. Por ejemplo, en África, solo el 7 % de la superficie cultivable es de regadío, mientras que en Asia, supone el 38 %.
Más recientemente se ha experimentado con nuevas formas de cultivo e irrigación destinadas a minimizar el uso de agua. Las técnicas de riego localizado —por goteo o por aspersión—, la agricultura en invernaderos en condiciones ambientales controladas y la selección de variedades genéticamente adaptadas a climas secos, forman parte de estas prácticas. En la actualidad una de las vertientes más activas de la investigación genética intenta optimizar el consumo de agua de las especies que el hombre usa como alimento. En los experimentos de agricultura espacial, como se conoce al cultivo de plantas en las condiciones de estaciones espaciales, también se han desarrollado tecnologías que limitan el gasto de agua entre el 25 y el 45 %. La agrosilvicultura y los bocados son soluciones para construir microclimas y permitir la circulación del agua hasta el interior de las tierras gracias a los fenómenos de evapotranspiración de las plantas. Por ejemplo, una hectárea de hayedo, que consume entre 2000 y 5000 toneladas de agua al año, devuelve 2000 por evaporación.

### El uso del agua en la industria
La industria precisa el agua para múltiples aplicaciones, como pueden ser para calentar y enfriar en intercambiadores de calor, para producir vapor de agua en turbinas de vapor o como disolvente, como materia prima o para limpiar. El agua presurizada se emplea en equipos de hidrodemolición, en máquinas de corte con chorro de agua, y también se utiliza en pistolas de agua con alta presión para cortar de forma eficaz y precisa varios materiales como acero, hormigón, hormigón armado, cerámica, etc. y como líquido refrigerante para evitar el recalentamiento de maquinaria como las sierras eléctricas o entre elementos sometidos a un intenso rozamiento. Después de su uso, la mayor parte se elimina devolviéndola nuevamente a la naturaleza. A veces se tratan los vertidos, pero otras el agua residual industrial contaminada con metales pesados, sustancias químicas o materia orgánica vuelve al ciclo del agua sin un tratamiento adecuado, lo que repercute negativamente en la calidad del agua y en el medio ambiente acuático. También se puede producir una contaminación indirecta: por medio de residuos sólidos que contienen agua contaminada u otros líquidos, el lixiviado, que se acaban filtrando al terreno y contaminando acuíferos si no se aíslan adecuadamente. También se da contaminación térmica por la descarga de agua usada como refrigerante.
Los mayores consumidores de agua para la industria en el año 2000 fueron: Estados Unidos (220,7 km³); China (162 km³); Federación Rusa (48,7 km³); India (35,2 km³); Alemania (32 km³); Canadá (31,6 km³) y Francia (29,8 km³). En los países de habla hispana, el mayor consumo se dio en España (6,6 km³); México (4,3 km³); Chile (3,2 km³) y Argentina (2,8 km³). El consumo global industrial de agua supera al doméstico en más del doble.
El agua es utilizada para la generación de energía eléctrica. La hidroelectricidad es la que se obtiene a través de la energía hidráulica. La energía hidroeléctrica se produce cuando el agua embalsada previamente en una presa cae por gravedad en una central hidroeléctrica, haciendo girar en dicho proceso una turbina engranada a un alternador de energía eléctrica. Este tipo de energía es de bajo coste, no produce contaminación, y es renovable, aunque la construcción de embalses tiene un impacto ambiental.

#### El agua como transmisor de calor
El agua y el vapor son usados como transmisores de calor en diversos sistemas de intercambio de calor, debido a su abundancia y por su elevada capacidad calorífica, que le permite absorber grandes cantidades de energía calorífica sin que cambie en exceso su temperatura. El vapor condensado es un calentador eficiente debido a su elevado calor latente. La desventaja del agua y el vapor es que, sin tratamiento, son corrosivos para muchos metales, como el acero y el cobre. En la mayoría de centrales eléctricas, el agua es utilizada como refrigerante, bien por intercambio de calor o por evaporación.
En la industria nuclear, el agua puede ser usada como moderador nuclear. En un reactor de agua a presión, el agua actúa como refrigerante y moderador. Esto aumenta la eficacia del sistema de seguridad pasivo de la central nuclear, ya que el agua ralentiza la reacción nuclear, manteniendo la reacción en cadena.

#### Procesamiento de alimentos
El agua desempeña un papel crucial en la tecnología de alimentos. Es un elemento básico en el procesamiento de alimentos e influye en la calidad de estos.
Los solutos que se encuentran en el agua, tales como las sales y los azúcares, afectan las propiedades físicas del agua tales como el punto de ebullición y de congelación y disminuyen la actividad acuosa, o relación entre la presión de vapor de la solución y la presión de vapor de agua pura. Los solutos tienen un efecto en muchas reacciones químicas y en el crecimiento de microorganismos en los alimentos. El crecimiento bacteriano cesa a niveles bajos de actividad acuosa.
La concentración de compuestos minerales, especialmente carbonato de calcio y magnesio es conocida como la dureza del agua. Según su dureza, el agua se clasifica en:
- Agua blanda, {\displaystyle \leq } 17 mg/L;
- agua moderadamente dura, {\displaystyle \leq }120 mg/L;
- agua dura, {\displaystyle \leq }180 mg/L.

La dureza es otro factor crítico en el procesamiento de alimentos debido a su influencia en el pH. La dureza puede afectar drásticamente la calidad de un producto a la vez que ejerce un papel en las condiciones de salubridad; cuando la dureza aumenta, el agua pierde su efectividad desinfectante. Los sistemas químicos de intercambio iónico permiten tratar el agua para disminuir su dureza.
Algunos métodos populares utilizados en la cocción de alimentos son: la ebullición, la cocción al vapor y el hervor a fuego lento. Estos procedimientos culinarios requieren la inmersión de los alimentos en el agua cuando esta se encuentra en estado líquido o de vapor.
De acuerdo a datos de la FAO (Organización de las Naciones Unidas para la Alimentación y la Agricultura), se requieren aproximadamente 1500 litros de agua para obtener 1 kg de granos, y 15 000 litros para producir 1 kg de carne.

#### Aplicaciones químicas
El agua se usa muy a menudo en reacciones químicas como disolvente o reactivo y, más raramente, como soluto o como catalizador. En las reacciones inorgánicas es un solvente común, debido a que muchos compuestos iónicos y polares se disuelven fácilmente en ella. Tiene menos usos en las reacciones orgánicas, porque no suele disolver los reactivos bien y es una sustancia anfótera y nucleófila, aunque estas propiedades son a veces deseables. Se ha observado que el agua causa una aceleración en la reacción de Diels-Alder. El agua supercrítica es un sujeto de investigación; se ha averiguado que el agua supercrítica saturada en oxígeno es muy eficaz para destruir contaminantes orgánicos por oxidación.
El vapor de agua se utiliza para procesos industriales como la oxidación de propano y propileno a ácido acrílico. El agua tiene varios efectos estas reacciones, como la interacción física o química del agua con el catalizador y la reacción química con los compuestos intermedios de reacción. El rendimiento de ácido acrílico aumenta con contenidos de vapor entre 0 y 20 % en volumen y se nivela a mayores concentraciones. La composición superficial del catalizador cambia dinámicamente en presencia de vapor y estos cambios se correlacionan con la mejora de la productividad.

### El agua empleada como disolvente
El agua es descrita muchas veces como el solvente universal, porque disuelve muchos de los compuestos conocidos. Sin embargo, no llega a disolver todos los compuestos.
En términos químicos, el agua es un solvente eficaz porque permite disolver iones y moléculas polares. En el proceso de disolución, las moléculas del agua se agrupan alrededor de los iones o moléculas de la sustancia para mantenerlas alejadas o dispersadas. Los aniones o porciones de la molécula con carga negativa atraen a hidrógenos presentes en la molécula del agua, mientras que los oxígenos presentan afinidad por los cationes o superficies con carga positiva. La solvatación o la suspensión de sustancias en el agua se emplea a diario para el lavado de la vestimenta, pisos, alimentos, mascotas, automóviles y el cuerpo humano. El uso del agua como solvente de limpieza es muy elevado en los países industrializados.
El agua facilita el procesamiento biológico y químico de las aguas residuales. El ambiente acuoso ayuda a descomponer los contaminantes, debido a su capacidad de volverse una solución homogénea, que puede ser tratada de manera flexible. Los microorganismos que viven en el agua pueden acceder a los residuos disueltos y pueden alimentarse de ellos, descomponiéndolos en sustancias menos contaminantes. Para ello los tratamientos aeróbicos se utilizan de forma generalizada añadiendo oxígeno o aire a la solución, incrementando la velocidad de descomposición y reduciendo la reactividad de las sustancias nocivas que lo componen. Otros ejemplos de sistemas biológicos para el tratamiento de las aguas residuales son los cañaverales y los biodigestores anaeróbicos. Por lo general en los tratamientos químicos y biológicos de los desperdicios, quedan residuos sólidos del proceso de tratamiento. Dependiendo de su composición, el residuo restante puede ser secado y utilizado como fertilizante si sus propiedades son beneficiosas, o puede ser desechado en un vertedero o incinerado.

### Otros usos

#### El agua como extintor de fuego

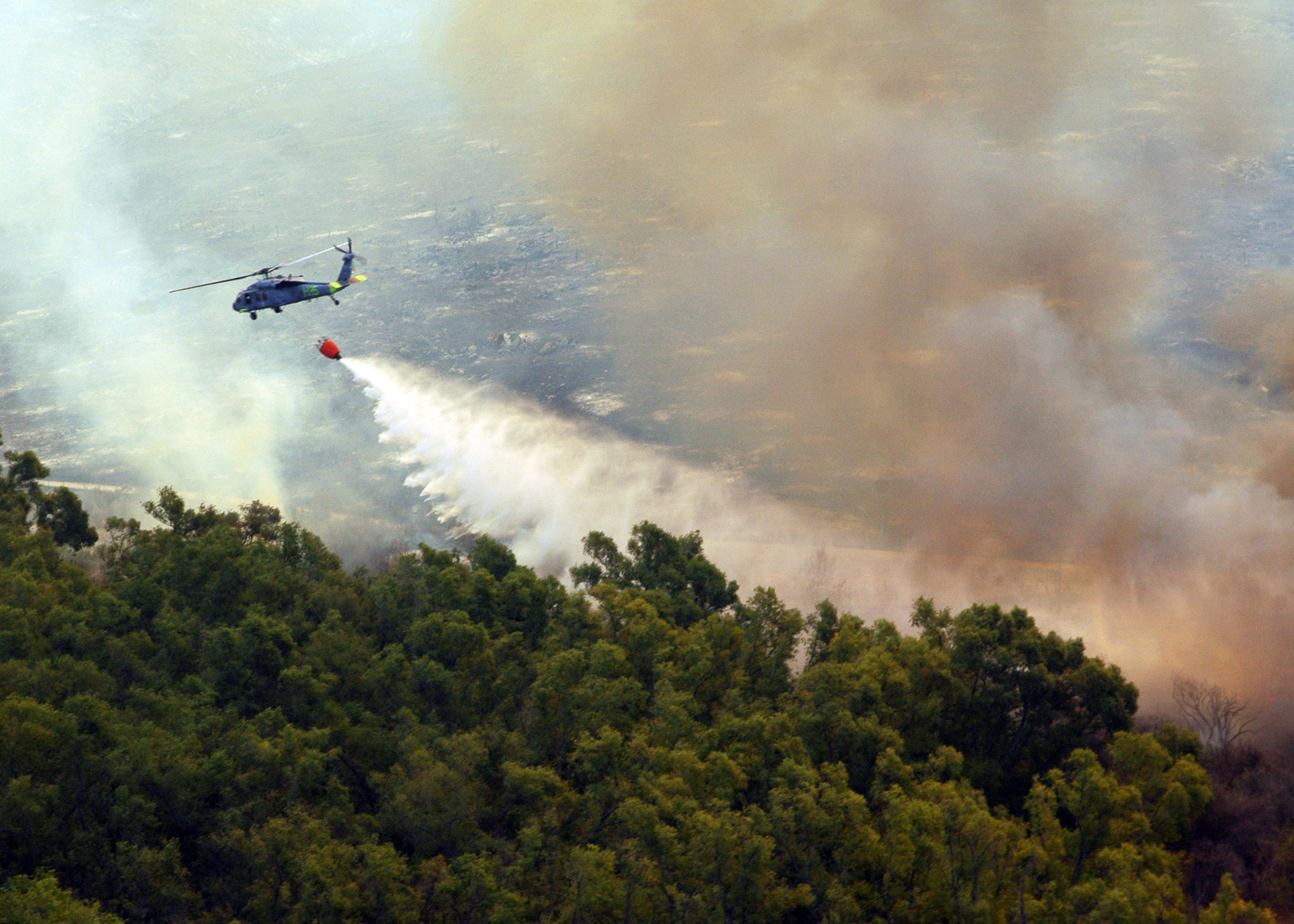
Uso del agua en incendios forestales.

El elevado calor latente de vaporización del agua y su relativamente baja reactividad química la convierten en un fluido eficaz para apagar incendios. El agua extingue el fuego por enfriamiento, mediante la absorción del calor procedente de la combustión. El agua también disminuye la concentración de oxígeno al evaporarse, contribuyendo así a sofocar el fuego. Sin embargo, el uso del agua para apagar las llamas sobre equipos eléctricos no es recomendable, debido a sus propiedades como conductora de la electricidad, que pueden provocar una electrocución. Asimismo, no debe ser empleada para extinguir combustibles líquidos o disolventes orgánicos, puesto que flotan en el agua y la ebullición explosiva del agua tiende a extender el fuego.
Cuando se utiliza el agua para apagar incendios se debe considerar el riesgo de una explosión de vapor, ya que puede ocurrir cuando se la utiliza en espacios reducidos y en fuegos sobrecalentados.
También se debe tomar en cuenta el peligro de una explosión cuando ciertas sustancias, como metales alcalinos o el grafito caliente, descomponen en el agua produciendo hidrógeno.

#### Deportes y diversión
Los humanos utilizan el agua para varios propósitos recreativos, entre los cuales se encuentran la ejercitación y la práctica de deportes. Algunos de estos deportes incluyen la natación, el esquí acuático, la navegación, el surf y el salto. Existen además otros deportes que se practican sobre una superficie de hielo como el hockey sobre hielo y el patinaje sobre hielo.
Las riberas de los lagos, las playas, y los parques acuáticos son lugares populares de relajación y diversión. El sonido del flujo del agua tiene un efecto tranquilizante, debido a su carácter de ruido blanco. Otras personas tienen acuarios o estanques con peces y vida marina por diversión, compañía, o para exhibirlos. Los humanos también practican deportes de nieve como el esquí o el snowboarding. También se utiliza para juegos de pelea mediante el lanzamiento de bolas de nieve, globos de agua, e inclusive con el uso de pistolas de agua.
Las fuentes y canales, construidos en un principio para facilitar el uso del agua para el consumo humano, riego y transporte, han pasado a convertirse en elementos ornamentales para decorar lugares públicos o privados.

#### Como estándar científico
El 7 de abril de 1795, el gramo fue definido en Francia como «el peso absoluto de un volumen de agua pura igual a un cubo de la centésima parte de un metro, a la temperatura de fusión del hielo». Por motivos prácticos, se popularizó una medida mil veces mayor de referencia para los metales y otros sólidos. El trabajo encargado era por tanto calcular con precisión la masa de un litro de agua. A pesar del hecho de que la propia definición de gramo especificaba los 0 °C, un punto de temperatura muy estable, los científicos prefirieron redefinir el estándar y realizar sus mediciones en función de la densidad máxima del agua, es decir, alrededor de los 4 °C.
La escala de temperaturas Kelvin del SI se basa en el punto triple del agua o 273,16 K (0,01 °C). La escala Kelvin está basada en el mismo incremento que la escala Celsius, definida por el punto de ebullición (100 °C) y el punto de fusión (0 °C) del agua a presión atmosférica.
El agua natural se compone principalmente de isótopos hidrógeno-1 y oxígeno-16, pero contiene también una pequeña cantidad de isótopos más pesados como el hidrógeno-2 o deuterio. La cantidad de óxidos de deuterio del agua pesada es también muy reducida, pero afecta enormemente a las propiedades del agua. El agua de ríos y lagos suele tener menos deuterio que el agua del mar. Por ello, se definió un estándar de agua según su contenido en deuterio, conocido como estándar de Viena del Agua Oceánica Media o VSMOW (Vienna Standard Mean Ocean Water).

### La contaminación y la depuración del agua

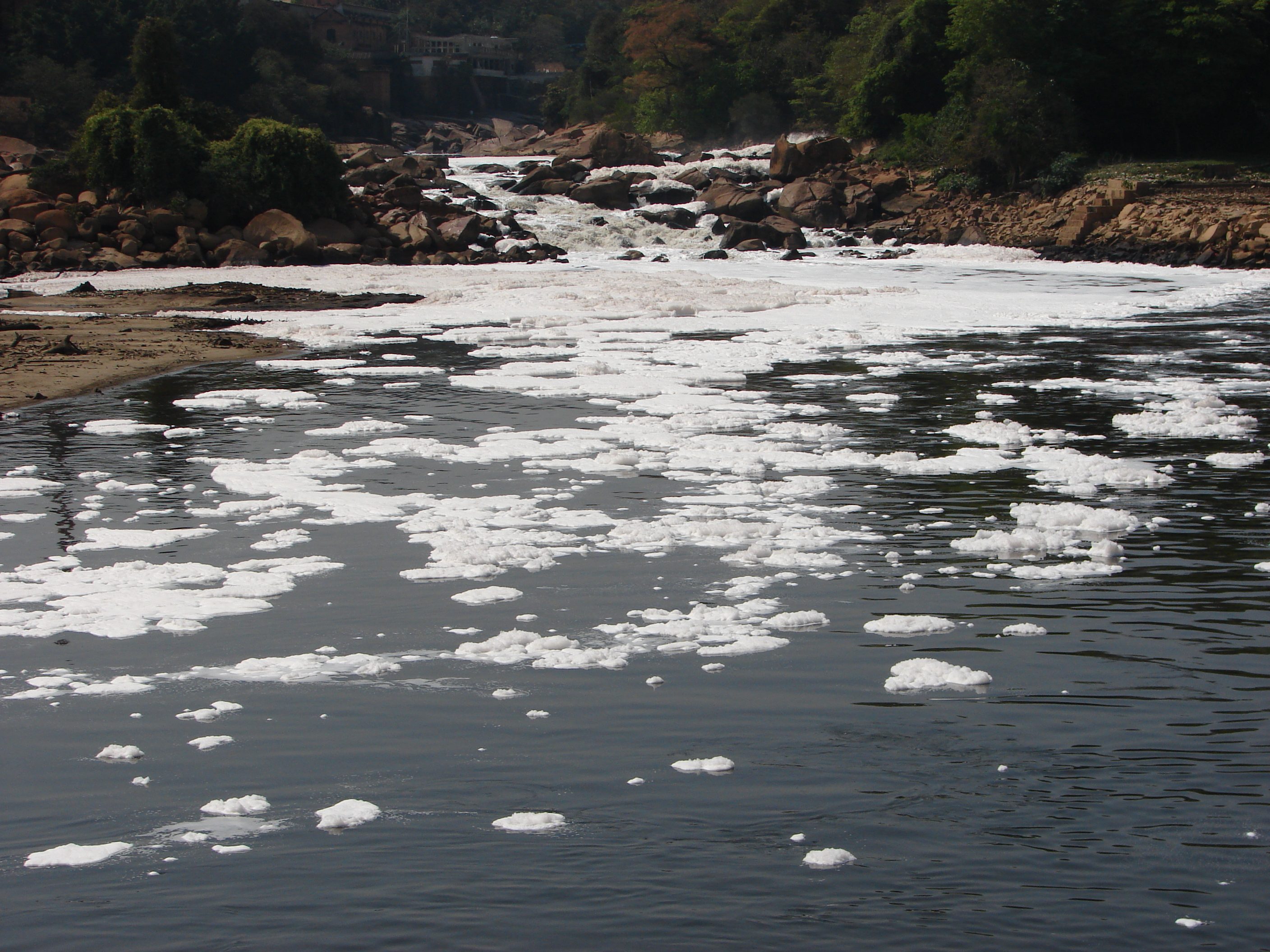
Contaminación en un río de Brasil.

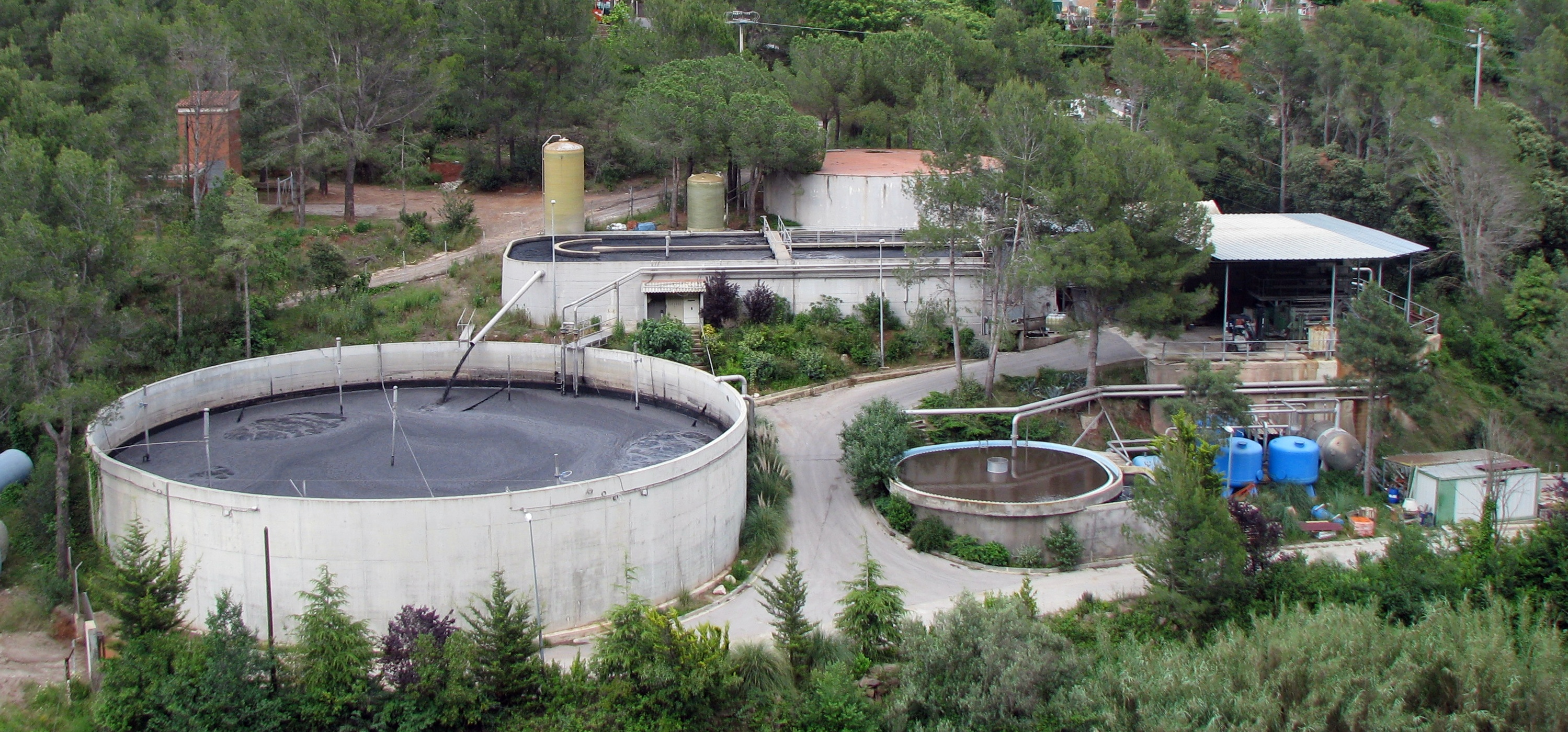
Depuradora de aguas residuales en el río Ripoll (Castellar del Vallés).

La deposición de residuos sin tratar en la atmósfera, en la tierra y en el agua causa la contaminación de las precipitaciones, aguas superficiales, subterráneas y la degradación de los ecosistemas naturales. El crecimiento de la población y la expansión de sus actividades económicas tienen un efecto negativo en los ecosistemas de las aguas costeras, los ríos, los lagos, los humedales y los acuíferos. Ejemplos son la construcción a lo largo de la costa de nuevos puertos y zonas urbanas, la alteración de los sistemas fluviales para la navegación y para embalses de almacenamiento de agua, el drenaje de humedales para aumentar la superficie agrícola, la sobreexplotación de los fondos pesqueros, las múltiples fuentes de contaminación provenientes de la agricultura, la industria, el turismo y las aguas residuales de los hogares. Según datos de la UNESCO, desde entre 1990 y 2006 la extracción de agua ha doblado la tasa de crecimiento de la población. La calidad de las masas naturales de agua se está reduciendo debido a todos estos factores.
La Asamblea General de la ONU estableció en el año 2000 ocho objetivos para el futuro (Objetivos de Desarrollo del Milenio). Entre ellos estaba el de invertir la tendencia de pérdida de recursos medioambientales, pues se reconocía la necesidad de preservar los ecosistemas, esenciales para mantener la biodiversidad y el bienestar humano, ya que de ellos depende la obtención de agua potable y alimentos. Para ello, además de políticas de desarrollo sostenible, se precisan sistemas de depuración que mejoren la calidad de los vertidos generados por la actividad humana. La depuración del agua es el conjunto de tratamientos de tipo físico, químico o biológico que mejoran la calidad de las aguas o que eliminan o reducen la contaminación. Hay dos tipos de tratamientos: los que se aplican para obtener agua de calidad apta para el consumo humano y los que reducen la contaminación del agua en los vertidos a la naturaleza después de su uso. Es imperativo generar proyectos de investigación para encontrar alternativas viables y económicas para el tratamiento no convencional de este valioso recurso.

#### La depuración del agua para beber

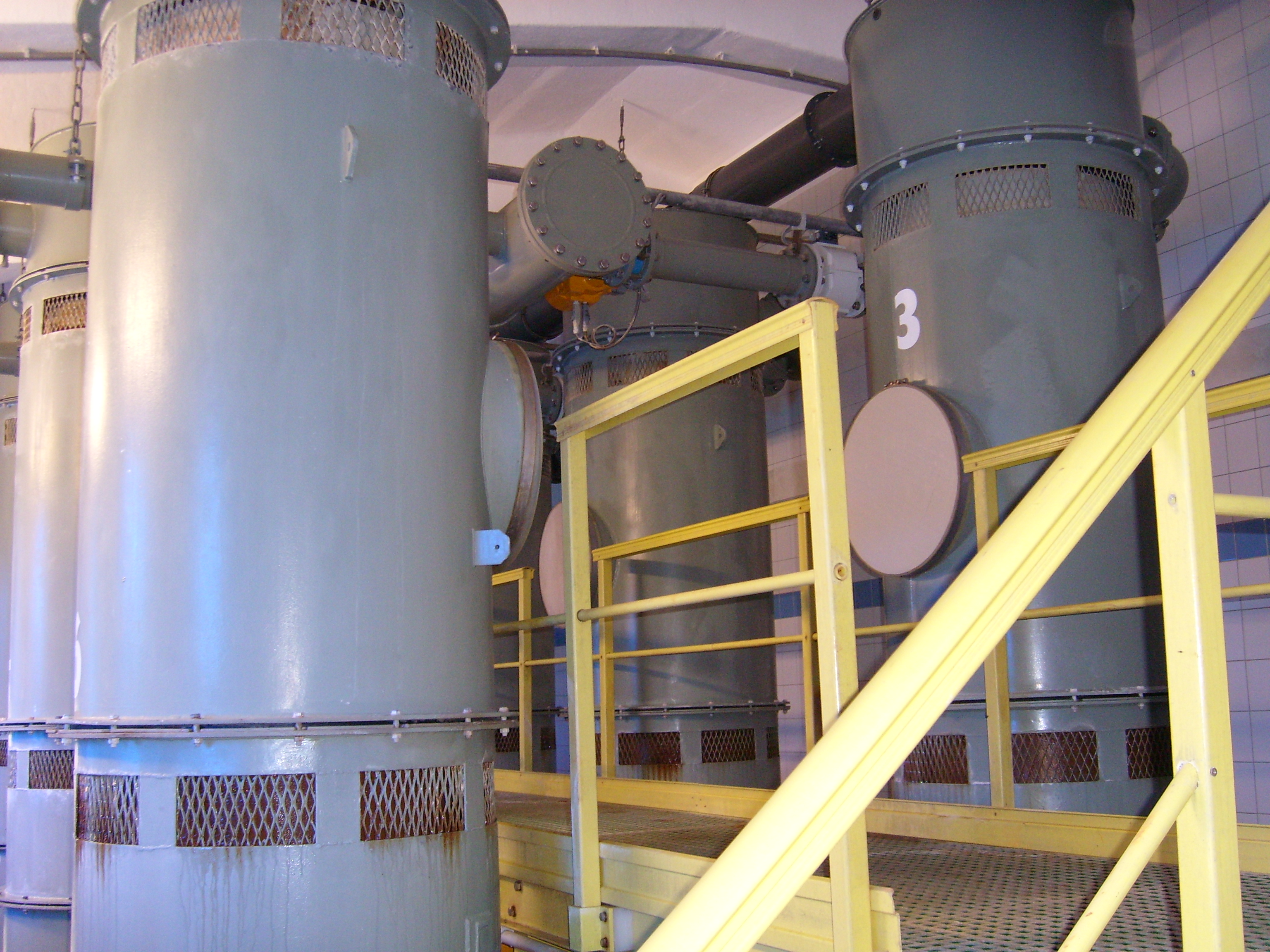
Equipos de filtrado en una planta de tratamiento de aguas potables. Se trata de equipos que permiten tratar un elevado caudal y que se autolimpian automáticamente. Los filtros suelen estar compuestos por distintas capas de arena.

El agua destinada al consumo humano es la que sirve para beber, cocinar, preparar alimentos u otros usos domésticos. Cada país regula por ley la calidad del agua destinada al consumo humano. La ley europea protege «la salud de las personas de los efectos adversos derivados de cualquier tipo de contaminación de las aguas destinadas al consumo humano garantizando su salubridad y limpieza» y por ello no puede contener ningún tipo de microorganismo, parásito o sustancia, en una cantidad o concentración que pueda suponer un peligro para la salud humana. Así debe estar totalmente exenta de las bacterias Escherichia coli y Enterococcus, y su composición debe cumplir ciertas restricciones, como contener menos de 50 miligramos de nitratos por litro de agua o menos de 2 miligramos de cobre y otras sustancias químicas.
Habitualmente el agua potable se capta en embalses, manantiales o se extrae del suelo mediante túneles artificiales o pozos de un acuífero. Otras fuentes de agua son el agua de lluvia, los ríos y los lagos. No obstante, el agua debe ser tratada para el consumo humano, y puede ser necesaria la extracción de sustancias disueltas, de sustancias sin disolver y de microorganismos perjudiciales para la salud. Existen diferentes tecnologías para potabilizar el agua. Habitualmente incluyen diversos procesos donde toda el agua que se trata puede pasar por tratamientos de filtración, coagulación, floculación o decantación. Uno de los métodos empleados es la filtración del agua con arena, en el que únicamente se eliminan las sustancias sin disolver. Por otro lado mediante la cloración se logra eliminar microbios peligrosos. Existen técnicas más avanzadas de purificación del agua como la ósmosis inversa. También existe el método de desalinización, un proceso por el cual se retira la sal del agua de mar, mediante procesos físicos y químicos; sin embargo, es costoso, por el elevado gasto de energía eléctrica que conlleva y suele emplearse con más frecuencia en las zonas costeras con clima árido.
La distribución del agua potable se realiza a través de la red de abastecimiento de agua potable por tuberías subterráneas o mediante el agua embotellada.
En algunas ciudades donde escasea, como Hong Kong, el agua de mar es usada ampliamente en los inodoros con el propósito de conservar el agua potable.

#### La depuración del agua residual

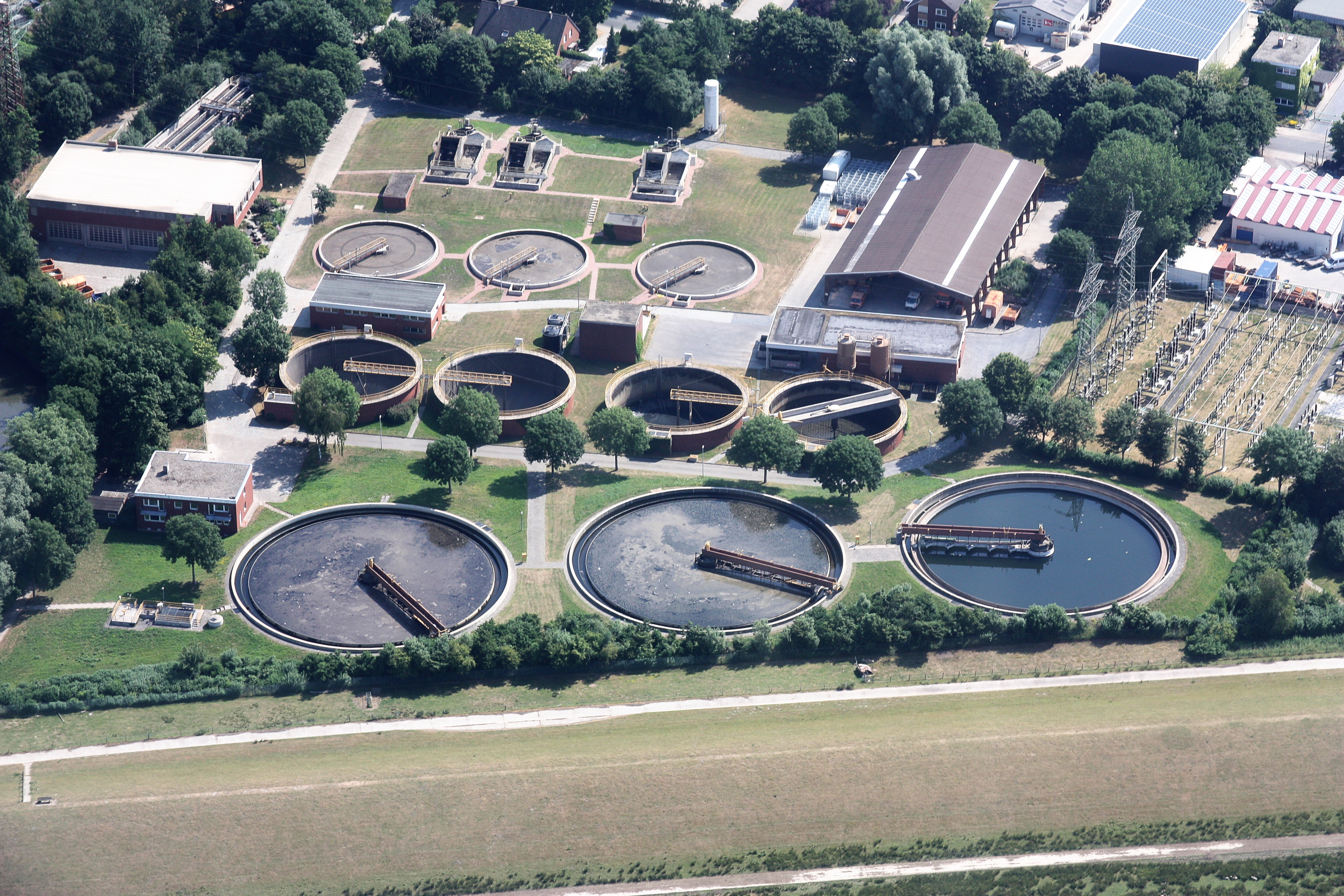
Planta de tratamiento de aguas residuales.

El tratamiento de aguas residuales se aplica a los residuos urbanos generados por la actividad humana y a los residuos provenientes de la industria. El agua residual, también llamada negra o fecal, lleva en suspensión una combinación de heces fecales y orina, de compuestos procedentes del lavado con detergentes del cuerpo humano o su vestimenta y de la limpieza, de desperdicios de cocina y domésticos y de productos de desecho industriales.
En la depuración se realizan una serie de tratamientos en cadena. El primero, denominado pretratamiento, separa los sólidos gruesos mediante rejas, desarenadores o separadores de grasas, para permitir que el agua circule sin obstrucciones hasta las cámaras de depuración. En el segundo paso, el agua se almacena en tanques de sedimentación, donde los residuos se depositan en el fondo para su incineración o posterior tratamiento. El agua clarificada se somete entonces a un tratamiento biológico, con la ayuda de microorganismos, que descomponen los materiales contaminantes y residuos orgánicos. Posteriormente, el agua se filtra y se traslada a cámaras donde se realizan diversos procesos de tratamiento químico y desinfección mediante la aplicación de cloro o irradiación por rayos ultravioleta hasta alcanzar una condición en que pueda ser reintroducida al medio ambiente sin perjuicios.

## Necesidad de políticas de protección

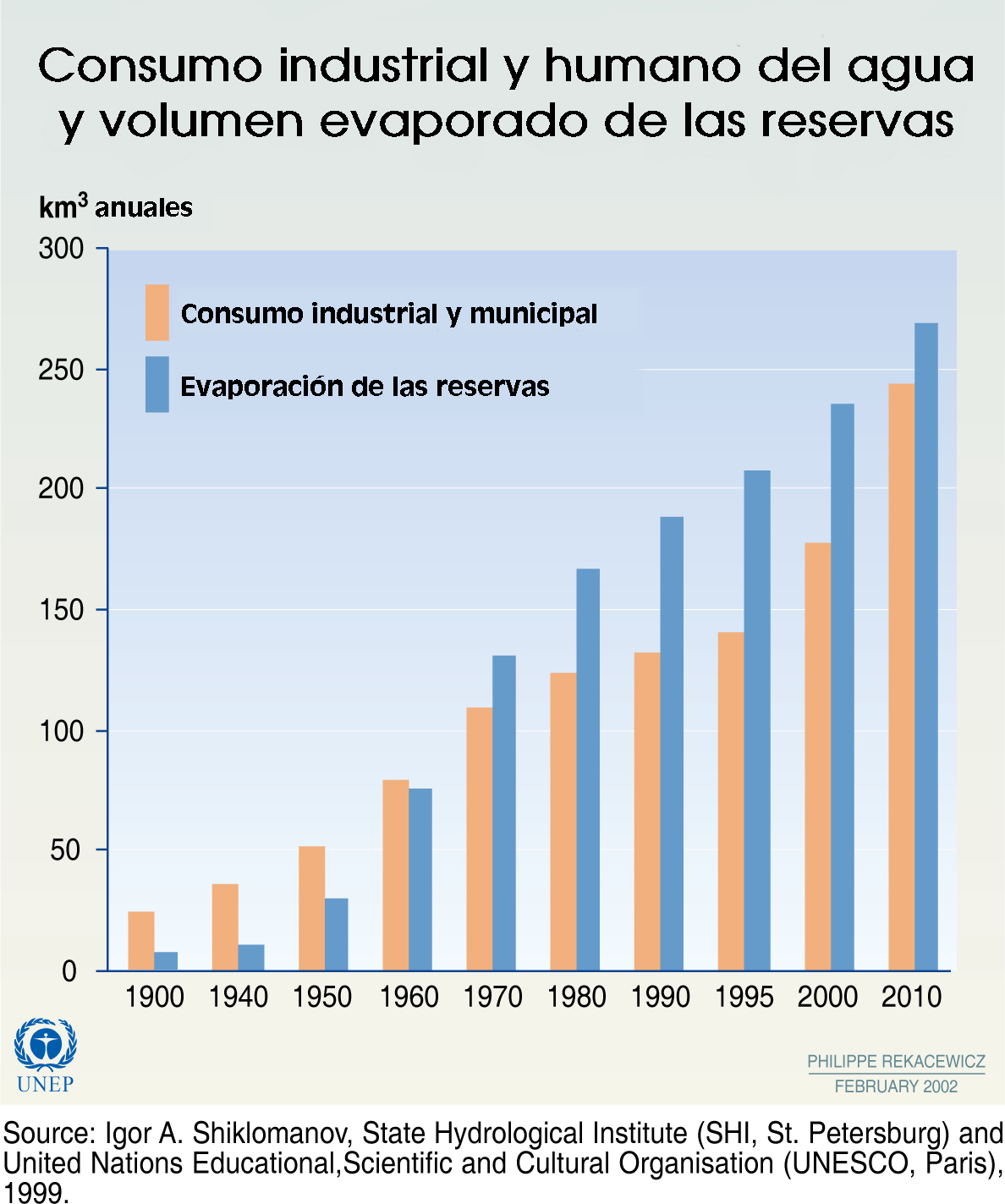
Tendencias del consumo y la evaporación de acuíferos durante el último siglo.

Aproximación de la proporción de personas en los países en desarrollo con acceso a agua potable desde 1970 al 2000.

Existen políticas diseñadas para asignar, distribuir y administrar los recursos hídricos y el agua. La disponibilidad de agua potable per cápita ha ido disminuyendo debido a varios factores como la contaminación, la sobrepoblación, el riego excesivo, el mal uso y el creciente ritmo de consumo. Por esta razón, el agua es un recurso estratégico para el mundo y un importante factor en muchos conflictos contemporáneos. Indudablemente, la escasez de agua tiene un impacto en la salud y la biodiversidad.
Entre 1990 y 2015, 2600 millones de personas han obtenido acceso a una fuente de agua potable. Se ha calculado que la proporción de gente en los países desarrollados con acceso a agua segura ha aumentado desde el 30 % en 1970 al 71 % en 1990, y del 79 % en el 2000 al 84 % en el 2004. En 2015, llegaba al 91 %. En 2017, la ONU pronosticó que el gasto necesario para el acceso universal al agua es de unos 114 miles de millones de dólares al año.
Según un reporte de las Naciones Unidas de 2006, «a nivel mundial existe suficiente agua para todos», pero el acceso ha sido obstaculizado por la corrupción y la mala administración.
En el Informe de la Unesco sobre el Desarrollo de los Recursos Hídricos en el Mundo (WWDR, 2003) de su Programa Mundial de Evaluación de los Recursos Hídricos (WWAP) predice que en los próximos veinte años la cantidad de agua disponible para todos disminuirá al 30 %; en efecto, el 40 % de la población mundial tiene insuficiente agua potable para la higiene básica. Más de 2,2 millones de personas murieron en el año 2000 a consecuencia de enfermedades transmitidas por el agua (relacionadas con el consumo de agua contaminada) o sequías. En el 2004 la organización sin ánimo de lucro WaterAid, informó que cada 15 segundos un niño muere a causa de enfermedades relacionadas con el agua que pueden ser prevenidas y que usualmente se deben a la falta de un sistema de tratamiento de aguas residuales.
Existen varios convenios internacionales relacionados con el agua, como la Convención de las Naciones Unidas de Lucha contra la Desertificación (CNULD), el Convenio Internacional para prevenir la contaminación por los Buques, la Convención de las Naciones Unidas sobre el Derecho del Mar, el Convenio de Ramsar, y el Convenio del Agua. El Día Mundial del Agua se celebra el 22 de marzo y el Día Mundial de los Océanos se celebra el 8 de junio.

## Religión, filosofía y literatura

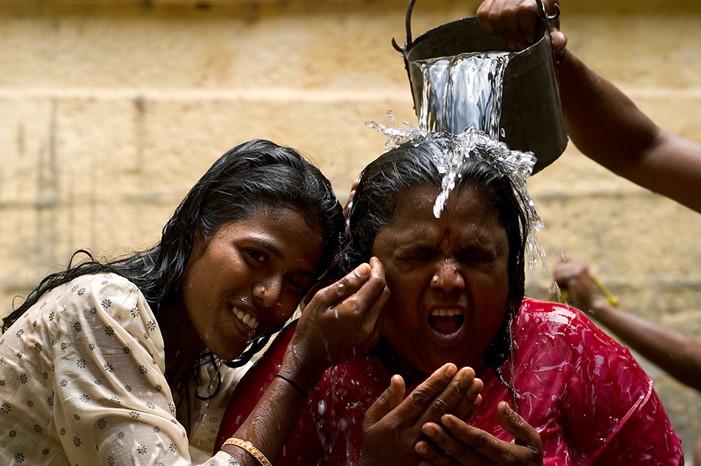
Ceremonia hinduista de purificación con agua en el estado de Tamil Nadu, India.

El agua es considerada como un elemento purificador en la mayoría de religiones. Bastantes doctrinas religiosas incorporan un ritual de lavado o abluciones son: el cristianismo, el hinduismo, el movimiento rastafari, el islam, el sintoísmo, el taoísmo y el judaísmo. Uno de los sacramentos centrales del cristianismo es el bautismo y el cual se realiza mediante la inmersión, aspersión o afusión de una persona en el agua. Dicha práctica también se ejecuta en otras religiones como el judaísmo donde es denominada mikve y en el sijismo donde toma el nombre de Amrit Sanskar. Asimismo, en muchas religiones incluyendo el judaísmo y el islam se realizan baños rituales de purificación a los muertos en el agua. Según el islam, las cinco oraciones al día (o salat) deben llevarse a cabo después de haber lavado ciertas partes del cuerpo usando agua limpia o abdesto; sin embargo, en caso de que no hubiese agua limpia se realizan abluciones con polvo o arena las cuales son denominadas tayammum. En el sintoísmo el agua es empleada en casi todos los rituales para purificar una persona o un lugar, como es el caso del ritual misogi. Etnólogos como Frazer han subrayado el papel purificador del agua en la cultura.
Muchas religiones también consideran que algunas fuentes o cuerpos de agua son sagrados o por lo menos favorecedores; y algunos ejemplos incluyen: la ciudad de Lourdes de acuerdo con el catolicismo, el río Jordán (al menos simbólicamente) en algunas iglesias cristianas, el pozo de Zamzam en el islam, y el río Ganges en el hinduismo y otros cultos de la región. Varios cultos emplean agua especialmente preparada para propósitos religiosos, como el agua bendita de algunas denominaciones cristianas o el amrita en el sijismo y el hinduismo. Las mitologías y religiones antiguas también le atribuían poderes espirituales del agua; en la mitología celta, Sulis es la diosa de las aguas termales; en el hinduismo, el Ganges es personificado por una diosa, y según los textos Vedas la diosa hindú Sárasuati representa al río del mismo nombre. El agua es también en el vishnuísmo uno de los cinco elementos básicos o mahābhūta, entre los que constan: el fuego, la tierra, el espacio y el aire. Alternativamente, los dioses pueden ser considerados patrones de fuentes, ríos o lagos. De hecho, en la mitología griega y romana, Peneo era el dios río, uno de los tres mil ríos o a veces incluido entre las tres mil Oceánidas. En el islam el agua no es solo la fuente de vida, sino que se considera que cada vida está compuesta de agua: «¿Y que sacamos del agua a todo ser viviente?».
En cuanto a la filosofía, Tales de Mileto, uno de los siete sabios griegos, que afirmó que el agua era la sustancia última, el Arjé, del cosmos, en donde todo está conformado por el agua. Empédocles, un filósofo de la antigua Grecia, sostenía la hipótesis de que el agua es uno de los cuatro elementos clásicos junto al fuego, la tierra y el aire, y era considerada la sustancia básica del universo o ylem. Según la teoría de los cuatro humores, el agua está relacionada con la flema. En la filosofía tradicional china el agua es uno de los cinco elementos junto a la tierra, el fuego, la madera y el metal.
El agua también desempeña un papel importante en la literatura como símbolo de purificación. Algunos ejemplos incluyen a un río como el eje central donde se desarrollan las principales acciones, como es el caso de la novela Mientras agonizo de William Faulkner y el ahogamiento de Ofelia en Hamlet.
En la psicología Junguiana, el agua es el símbolo del inconsciente por excelencia, representa la profundidad de la sombra en lo más primitivo de nuestra psique. Para alcanzar las alturas es necesario descender a las profundidades y hacerles frente, sólo así será posible renacer y elevarse. Sumergirse en las aguas de la psique significa adentrarse en la oscuridad y en lo desconocido, ahí se encuentra nuestro inconsciente, y en sus aguas se deberá navegar para alcanzar a lo que Carl Jung llamó Individuación.[cita requerida]